# Odet
Pour les autres significations, voir Odet (homonymie).
L'Odet (prononcé [ɔdɛ] ; Oded en breton) est un fleuve côtier breton long de 62,7 km qui prend sa source dans les montagnes Noires à Saint-Goazec, au lieu-dit Yeun-ar-Vouster, et aboutit dans l'Atlantique entre Sainte-Marine et Bénodet.

## Nom
Le nom Odet dérive de od, racine hydronymique générique. L'Odet donne son nom à la commune de Briec-de-l'Odet et donna son nom révolutionnaire, autant qu'éphémère, à Quimper : Montagne-sur-Odet. Il se retrouve aussi dans le nom d'une célèbre marque de papier à rouler, OCB, acronyme de Odet-Cascadec-Bolloré. À l'époque moderne, ce fleuve côtier était souvent dénommé "Rivière de Bénaudet"'.

## Géographie
« Curieuse rivière que l'Odet qui associe un lit amont assez chétif à un estuaire dont pourraient s'enorgueillir maints fleuves importants ».

### Communes et villes riveraines

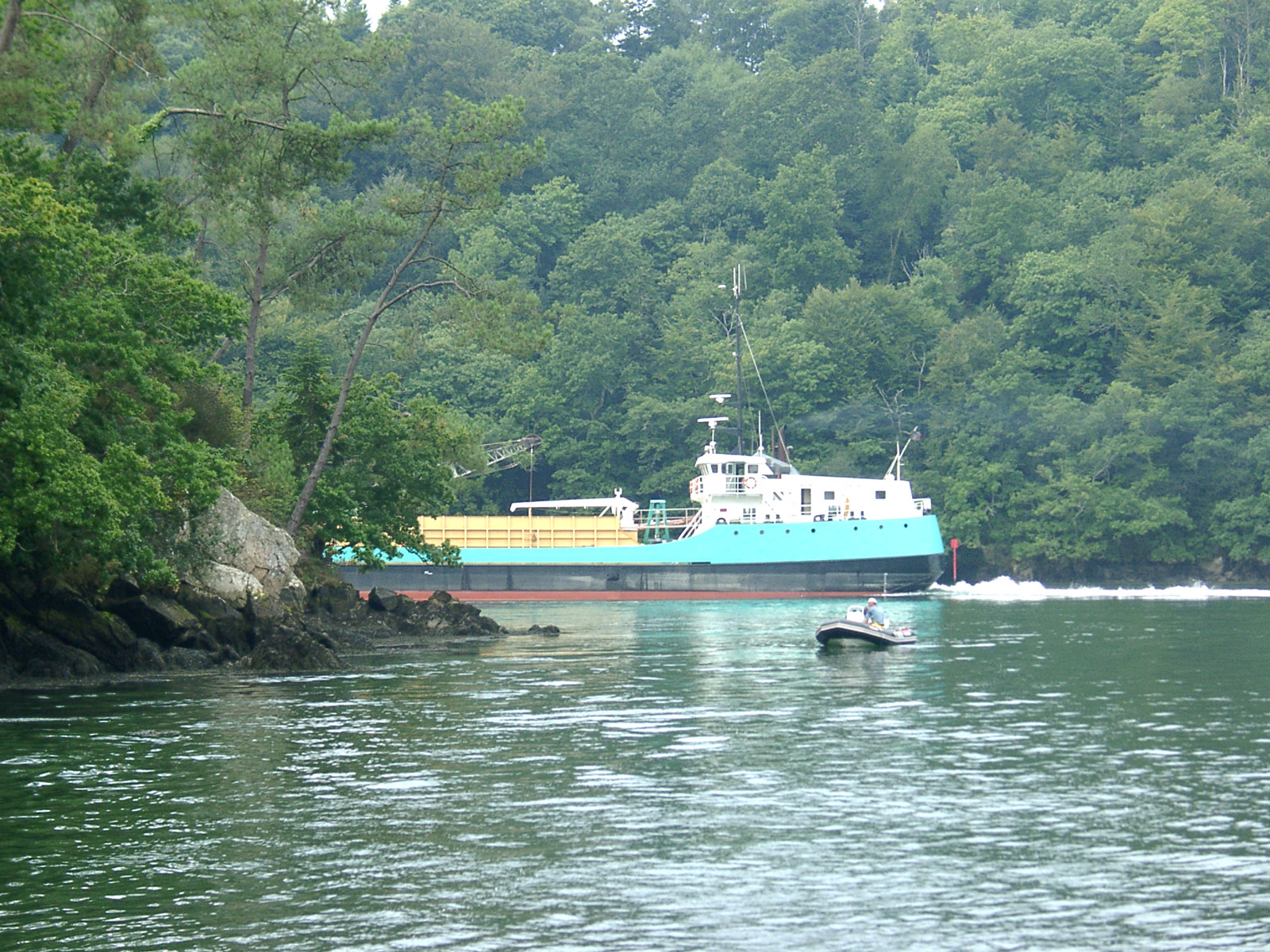
La drague "Penfret" dans un virecourt de l'Odet

De l'aval et en remontant vers l'amont :
Bénodet, Combrit (y compris Sainte-Marine), Clohars-Fouesnant, Gouesnach, Plomelin, Quimper, Ergué-Gabéric, Briec, Landudal, Elliant, Langolen, Coray, Trégourez, Leuhan, Saint-Goazec (source).

### Le bassin versant
Le bassin versant de l'Odet  appartient à l'aire d'influence de la ville de Quimper, principale ville traversée. Sa superficie varie selon que l'on tient compte ou non de sa partie estuarienne : 724 km2 dans le premier cas et 329 km2 dans le second. La partie fluviale amont correspond au pays Glazig si l'on en excepte la partie orientale qui appartient au pays Melenig.

### Organisme gestionnaire
L'organisme gestionnaire est le Sivalodet, créé par arrêté préfectoral en date du 26 juin 1996, syndicat mixte composé de 21 communes du bassin versant, des communautés de communes "Concarneau Cornouaille Agglomération" et "Communauté de communes du Pays de Châteaulin et du Porzay", du Conseil général du Finistère et du Conseil régional de Bretagne.
Le SAGE de l'Odet a été approuvé par arrêté préfectoral en date du 2 février 2007.
Le projet de création de barrages écréteurs de crue en amont de Quimper, afin de lutter contre les inondations dont souffre chroniquement la ville de Quimper (lesquelles sont aussi souvent provoquées par la remontée de l'eau de mer lors des marées hautes à fort coefficient de marnage), particulièrement sur le territoire des communes de Coray, Langolen et Landudal, suscite de vives oppositions de la part d'une partie des habitants et des élus des communes concernées par ces projets.

### Les principaux affluents
D'amont en aval :
- le Guip (6,2 km)
- le Ster Pont Hezrou ou ruisseau de Lochrist (4,3 km)
- le Ster Pont-Nevez ou ruisseau du Pont Neuf (8,7 km)
- le ruisseau de Langelin (13,3 km)
- le Jet (28,5 km)[12]
- le Frout (6 km) selon Géoportail
- le Steïr ou Teyr (27,9 km)[13]

Au niveau de l'estuaire :
- le ruisseau de Keriner (5,7 km)
- le ruisseau de l'Anse de Saint Cadou (12,3 km)
- le Corroac'h (16,8 km) qui forme dans sa partie aval ennoyée par la mer l'Anse de Combrit

### La partie fluviale
L'Odet prend sa source à Saint-Goazec, sur le versant sud des montagnes Noires, à 175 mètres d'altitude, au pied du Menez an Duc, une colline dont la hauteur avoisine les 285 mètres. Il coule dans un premier temps vers le sud-ouest, et s'éloigne progressivement de la chaîne de collines qui l'a vu naître. Les montagnes Noires sont en effet orientées selon un axe OSO-ENE. Son cours s'infléchit ensuite sensiblement vers l'ouest. Sur cette partie de son cours, il reçoit sur sa rive droite des ruisseaux de plus en plus longs descendant des hauteurs des montagnes Noires : le Guip (6,2 km), le Ster Pont Nevez (8,7 km), et enfin le Langelin (13,3 km). Arrivé à la hauteur du village de Tréouzon en Kerfeunteun, il décrit un grand coude et tourne de 90 degrés vers le sud. Arrivé 2 km à l'est du centre-ville de Quimper, il est rejoint par le Jet (28,5 km) important affluent qui lui apporte les eaux de la région d'Elliant et reprend son chemin en direction de l'ouest. Au cours de sa traversée de la ville de Quimper, il est rejoint par un autre important affluent : le Steïr (27,9 km). La confluence de l'Odet et du Steïr est à l'origine du nom de la ville (confluent se dit en breton Kemper). Dans la partie amont de son cours, il coule dans la haute-vallée de l'Odet. Son cours est marqué par la traversée des gorges du Stangala, lieu touristique également réputé par les kayakistes. Son régime de type torrentiel comme la plupart des cours d'eau bretons crée des inondations d'automne et d'hiver dont il semble que l'importance soit augmentée par l'imperméabilisation des sols due à l'urbanisation et à l'arasement des terrains de culture (destruction des talus depuis les années 1960).

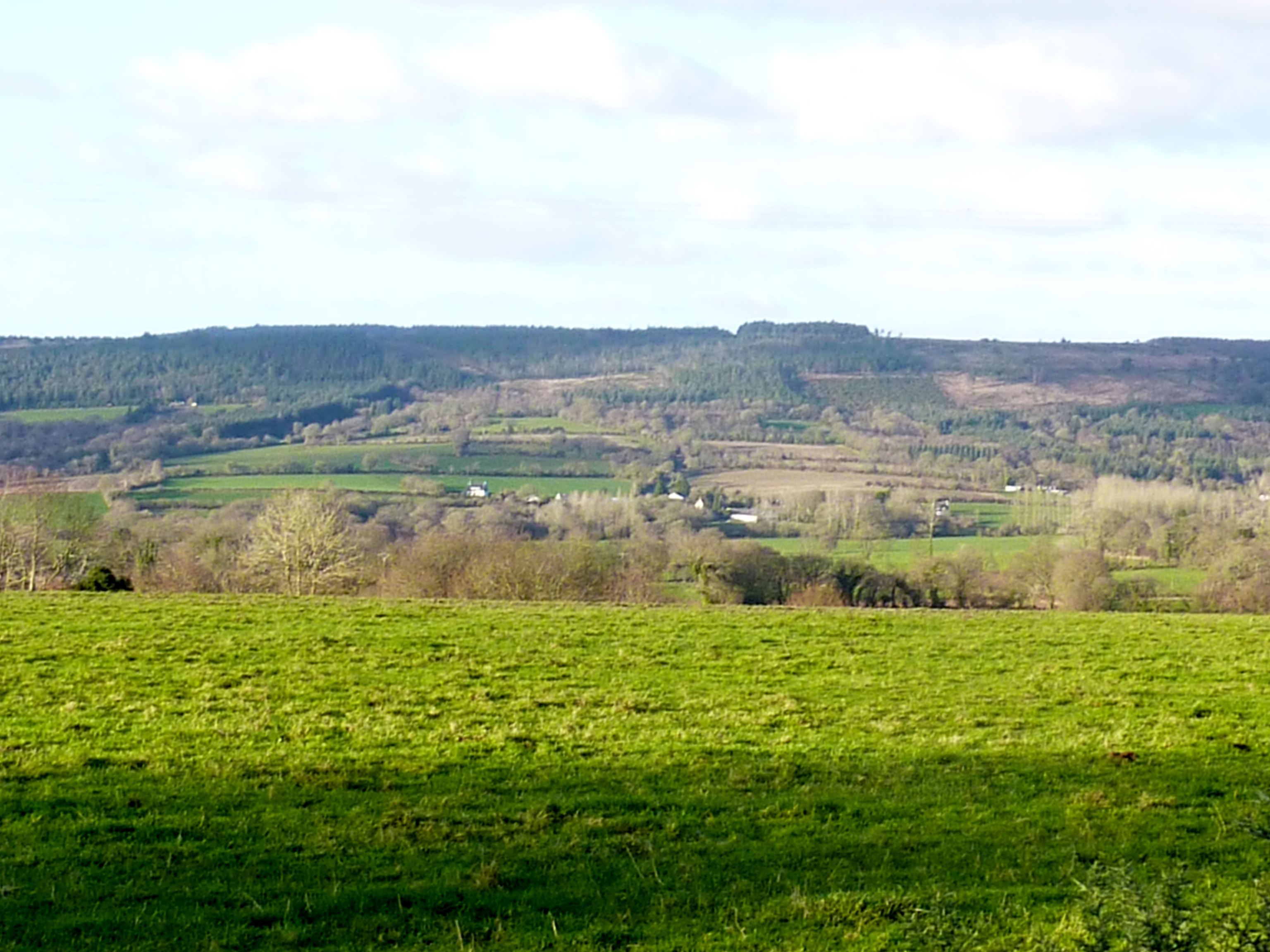
La vallée de l'Odet vue depuis Kervéguen en Leuhan ; à l'arrière-plan, la "Montagne de Laz"
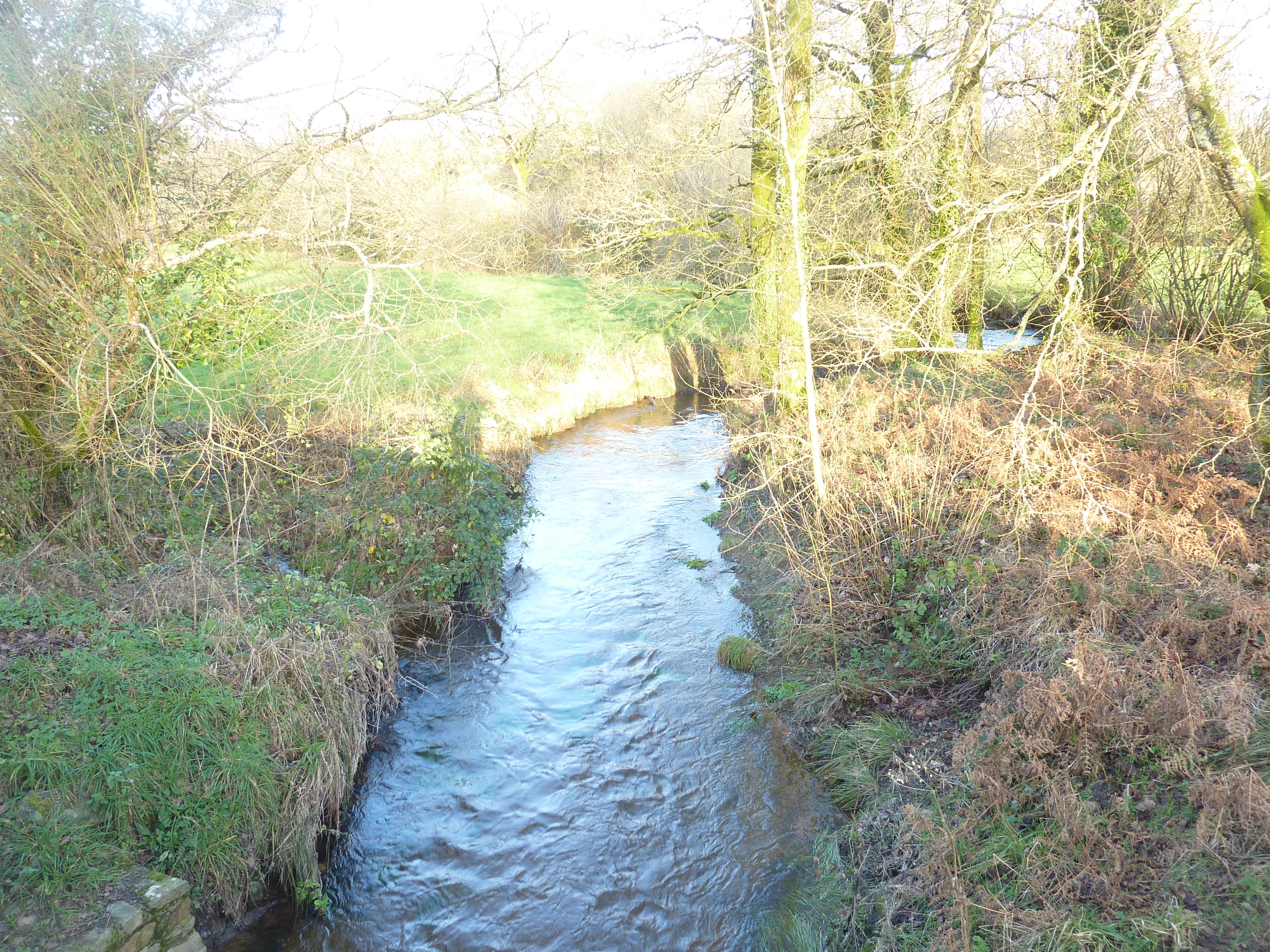
L'Odet près d'Hindréau (pont de la D6, limite communale entre Laz et Leuhan)
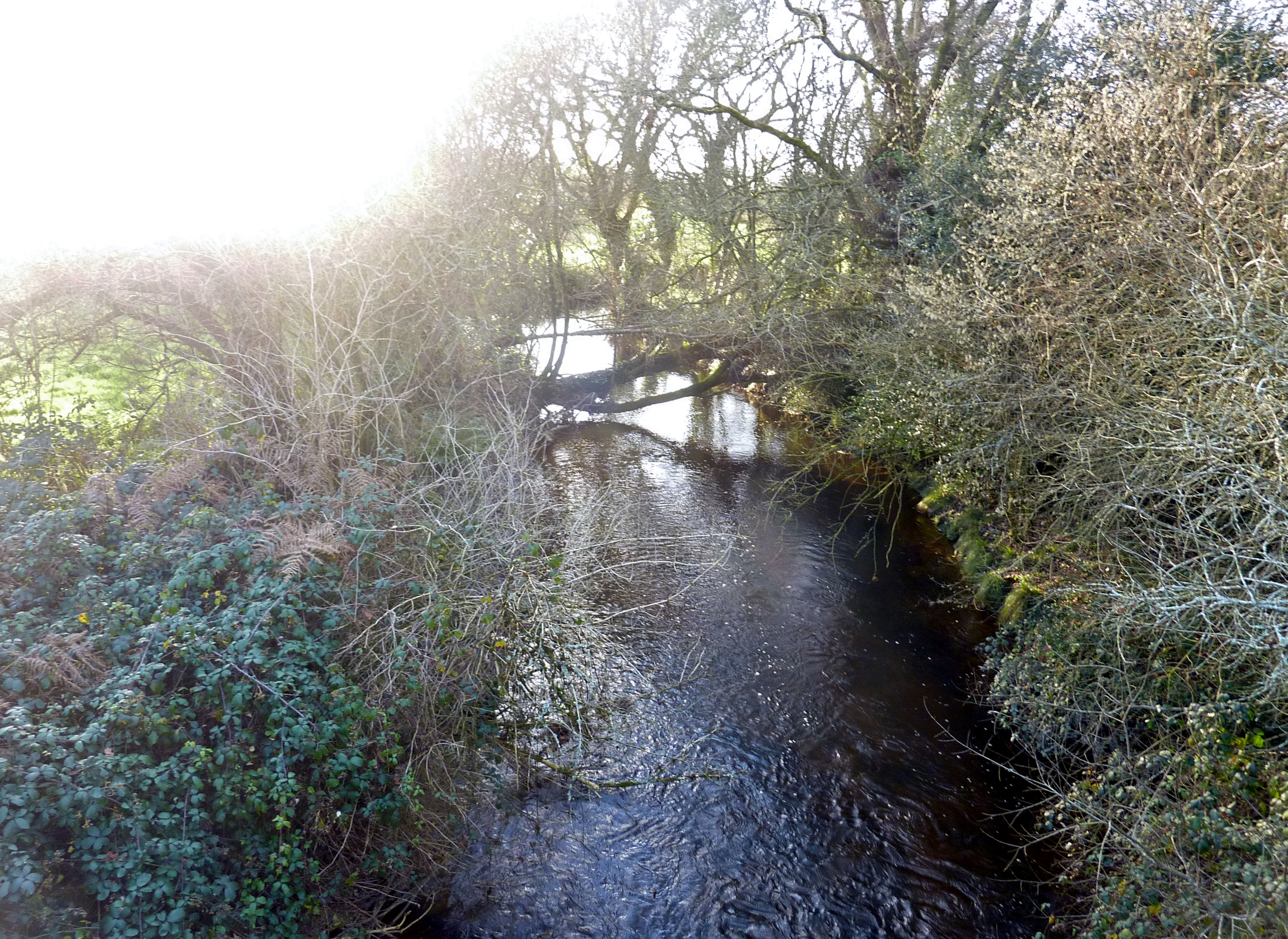
L'Odet à Pont-Orven (D51, limite communale entre Laz et Leuhan)
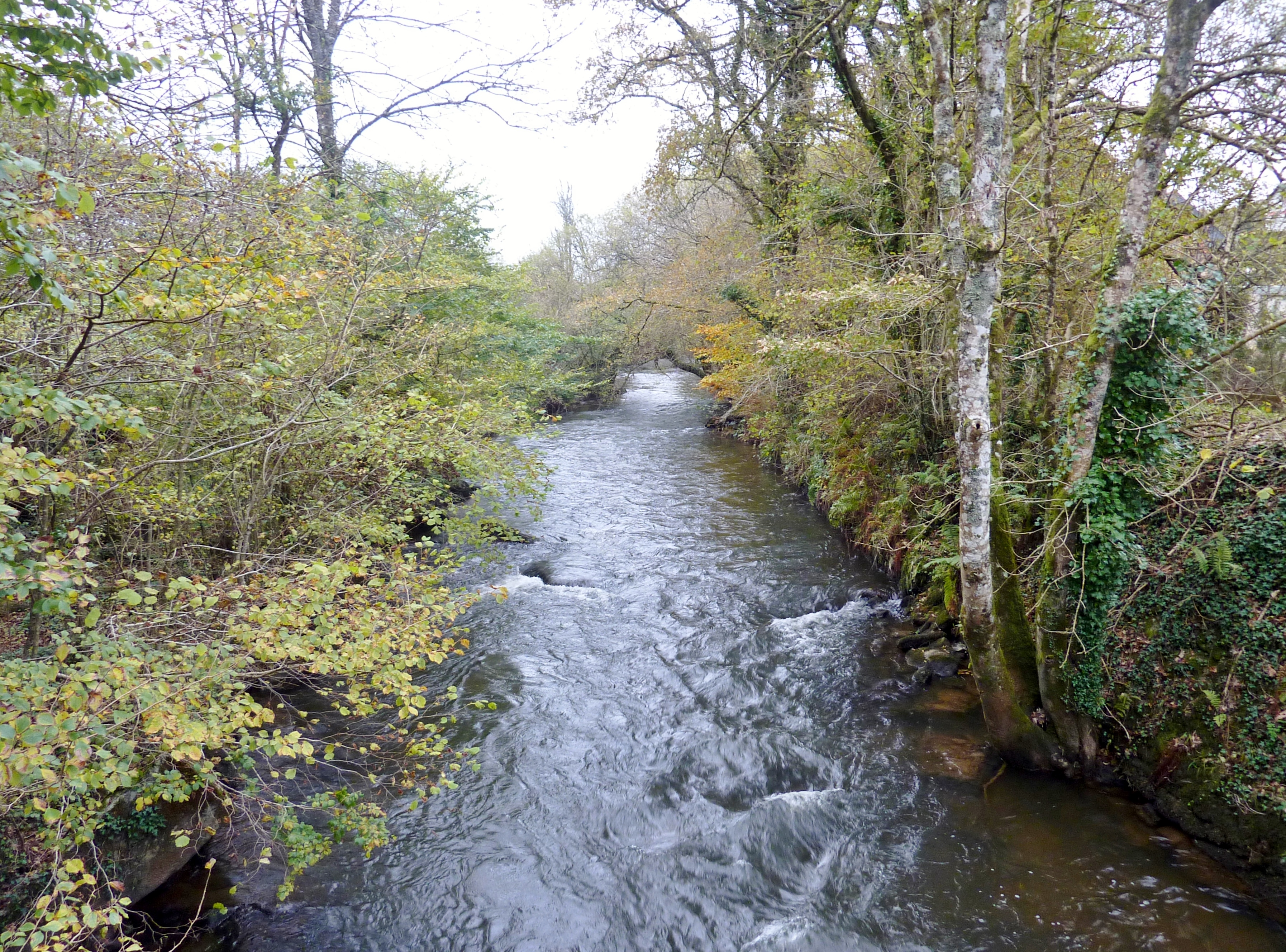
L'Odet entre Stang Luzigou et Coat Piriou (en Ergué-Gabéric)
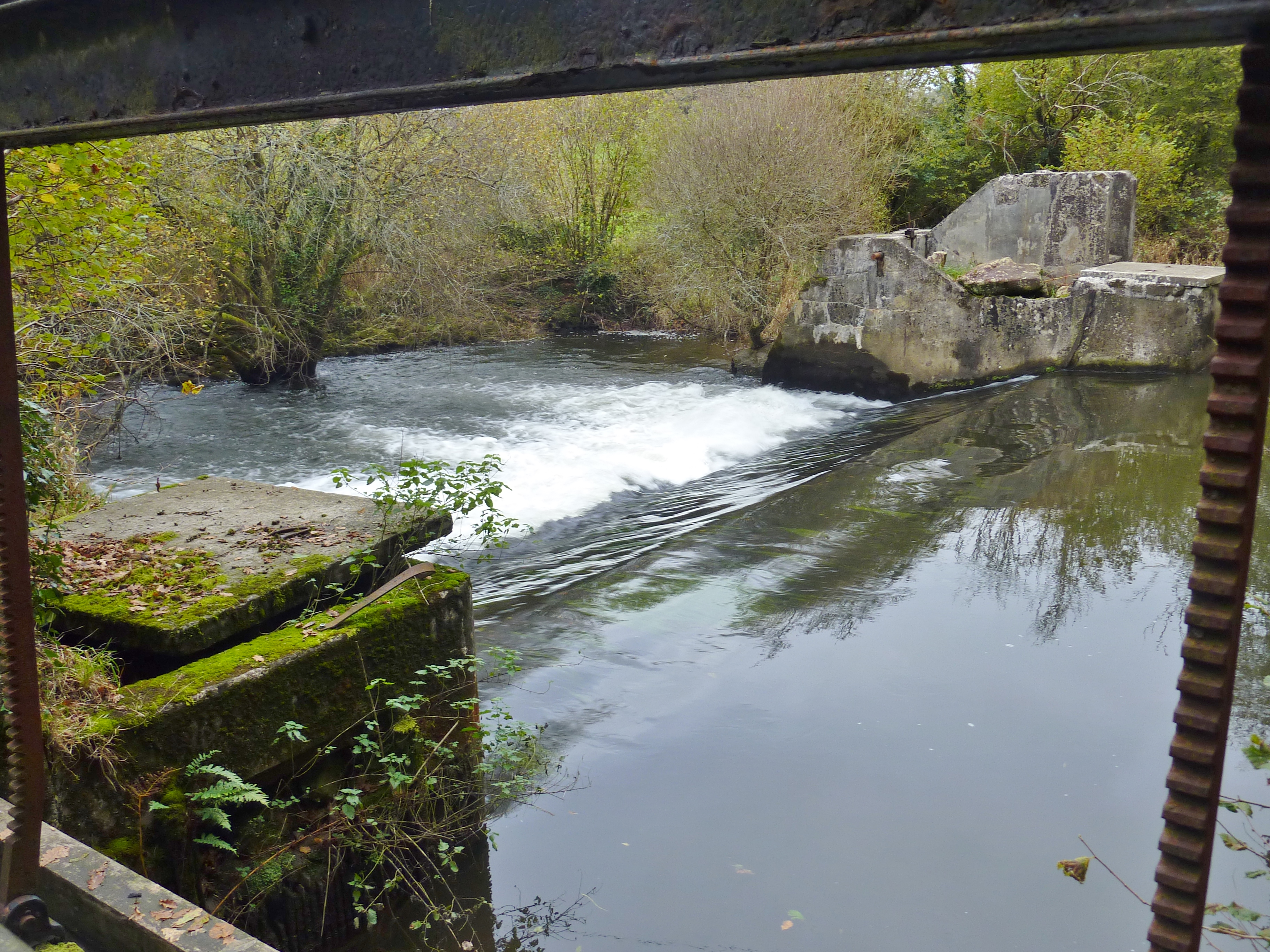
Chute d'eau sur l'Odet aménagée au niveau de la naissance de l'ancien canal de dérivation desservant la papeterie Bolloré (en Ergué-Gabéric)
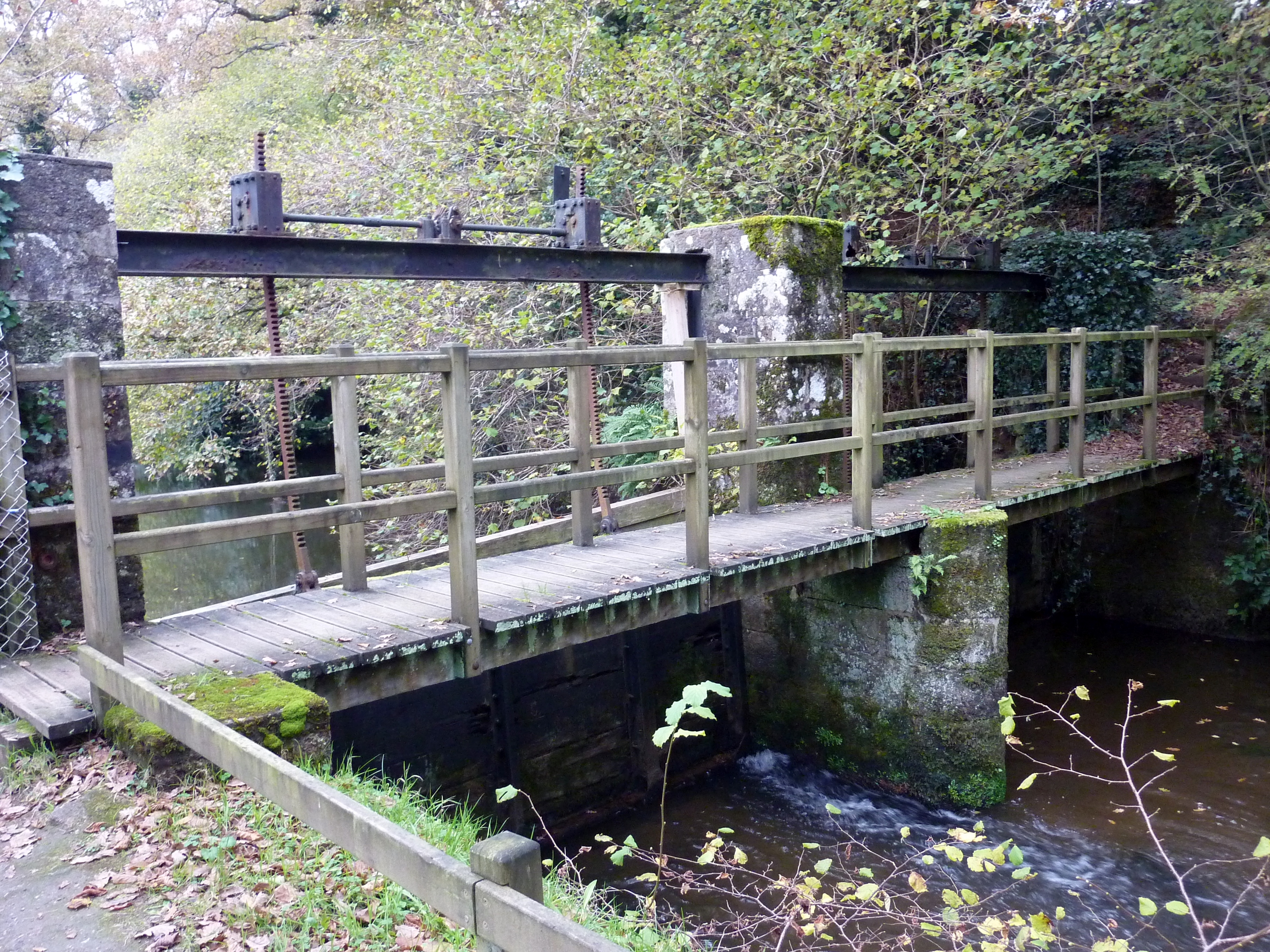
Passerelle enjambant l'Odet au niveau de l'écluse située entre Stang Luzigou et Coat Piriou (en Ergué-Gabéric)
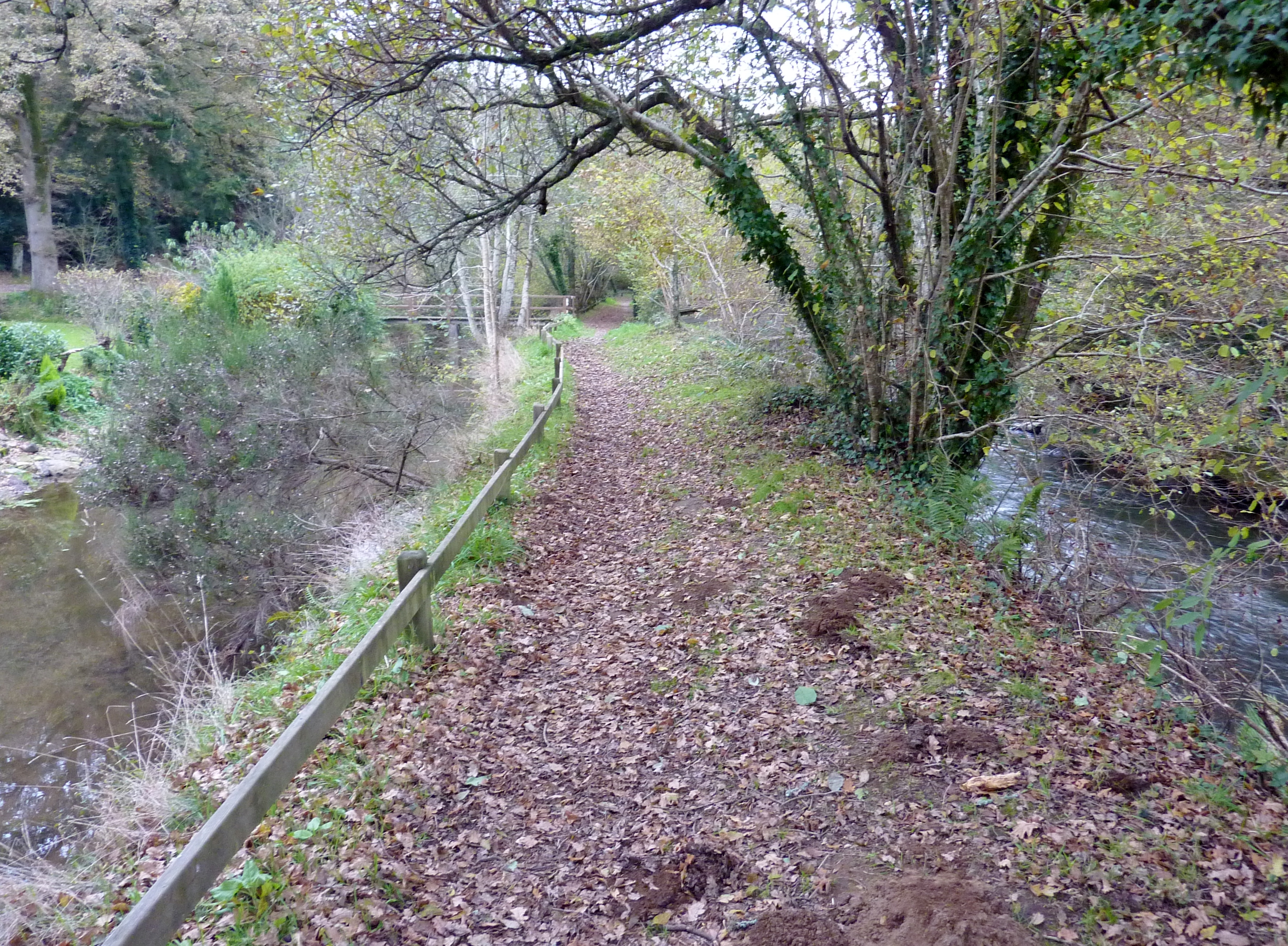
L'Odet (à droite) et l'ancien canal (à gauche), désormais asséché, qui desservait la papeterie Bolloré, entre Stang Luzigou et Coat Piriou (en Ergué-Gabéric)
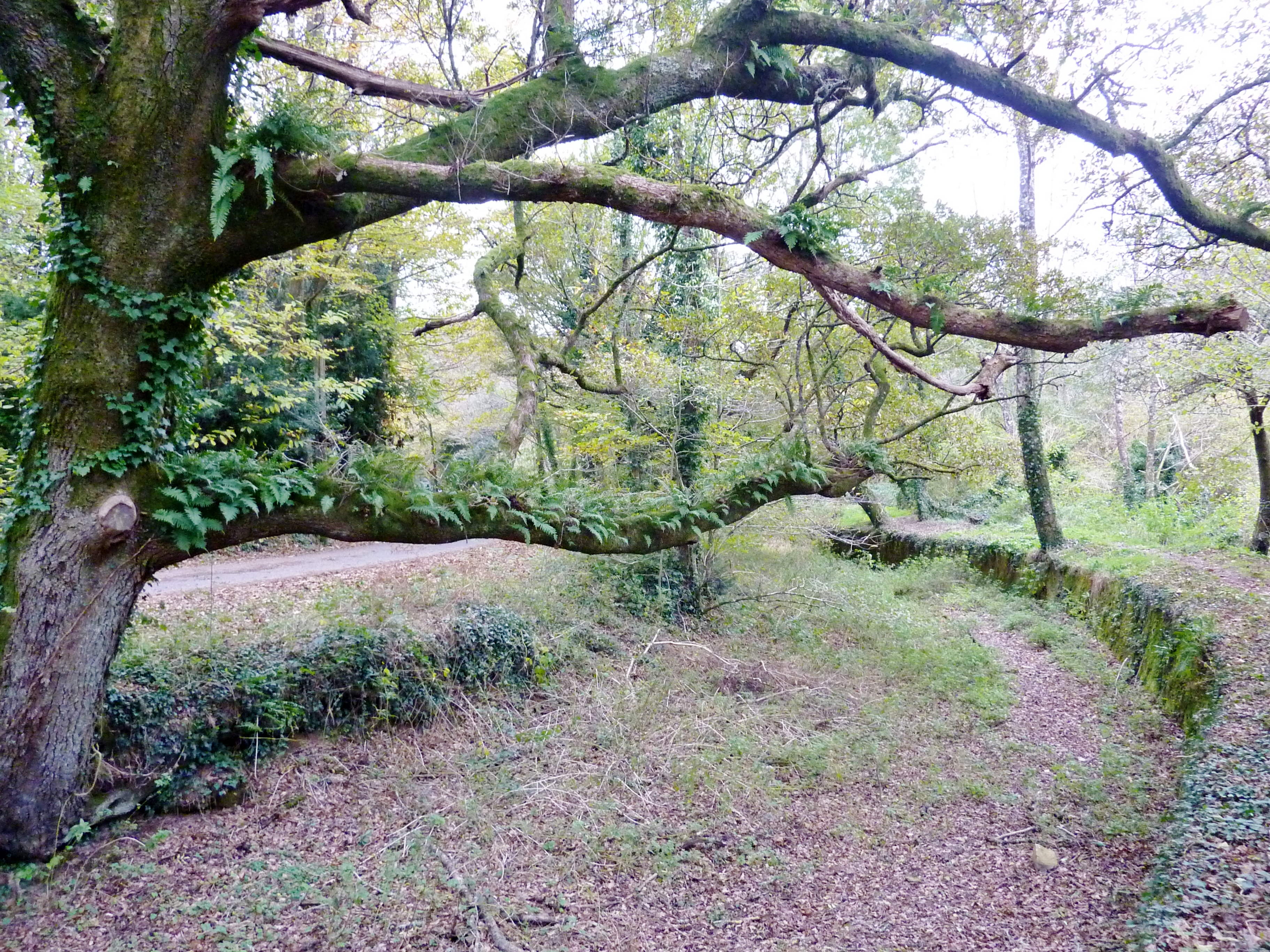
Arbre remarquable couvert de végétation épiphyte dans la vallée de l'Odet entre Stang Luzigou et Coat Piriou (en Ergué-Gabéric)
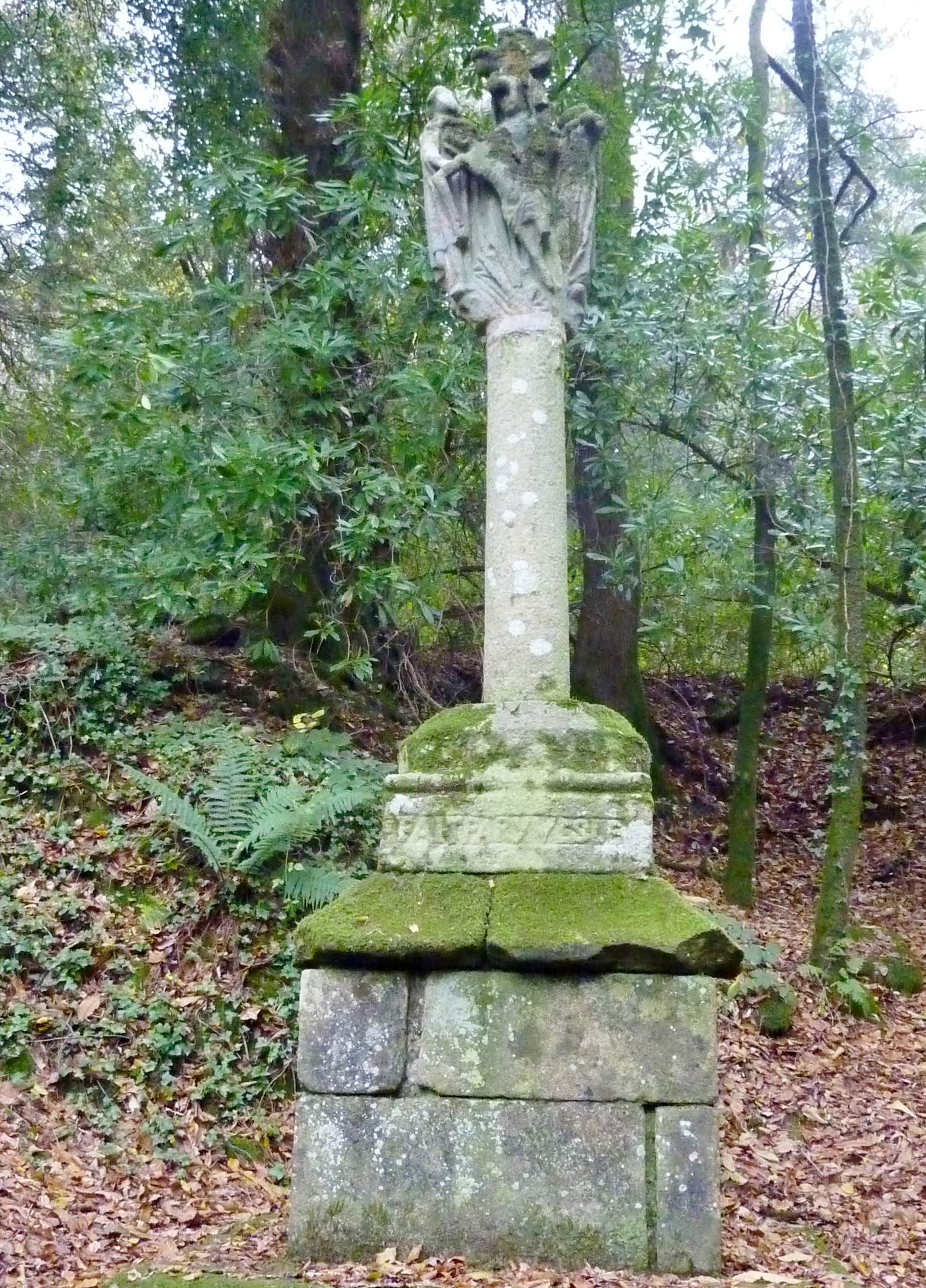
Le calvaire de Stang Luzigou dans la vallée de l'Odet (en Ergué-Gabéric)
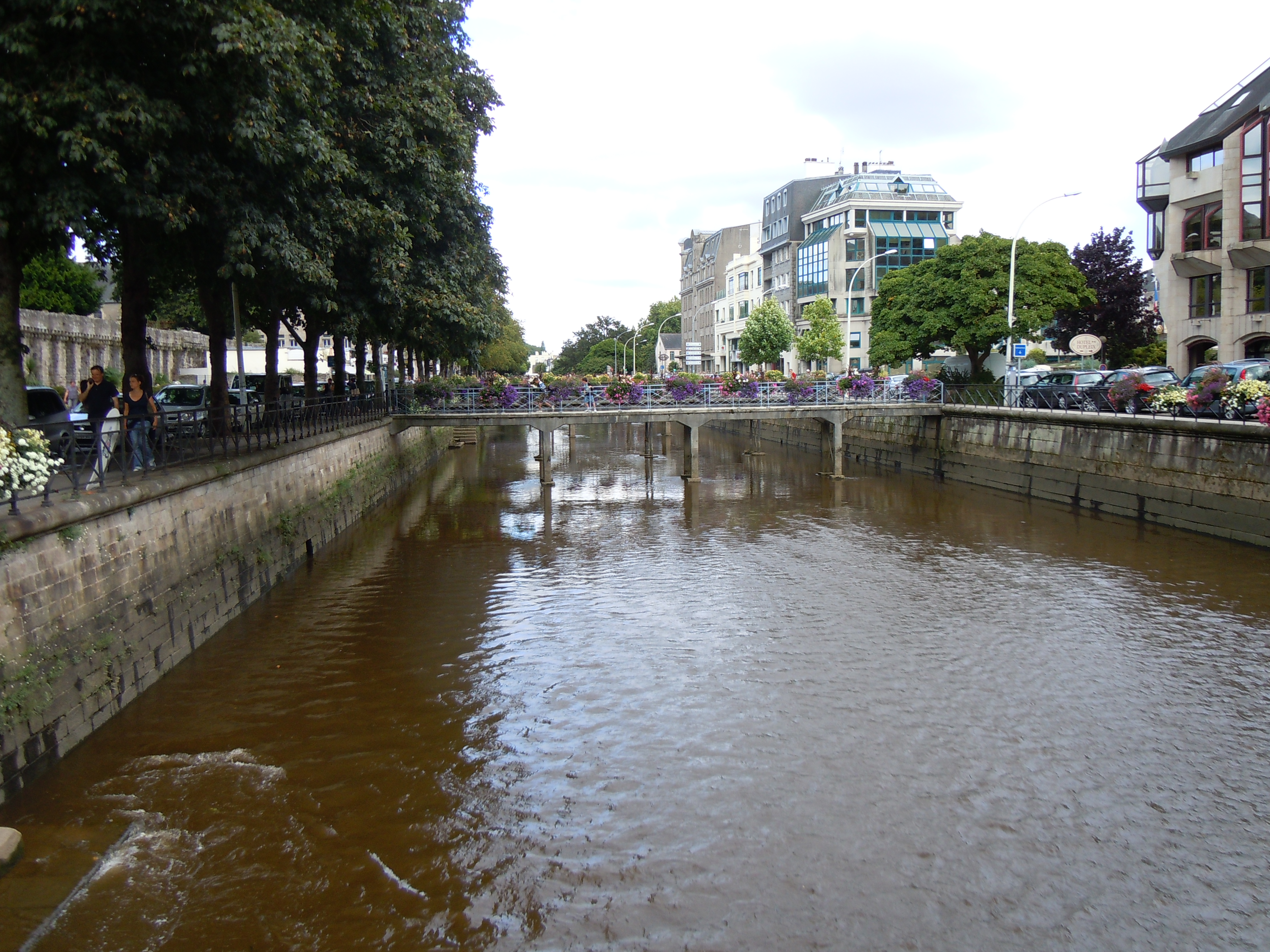
L'Odet dans la ville de Quimper
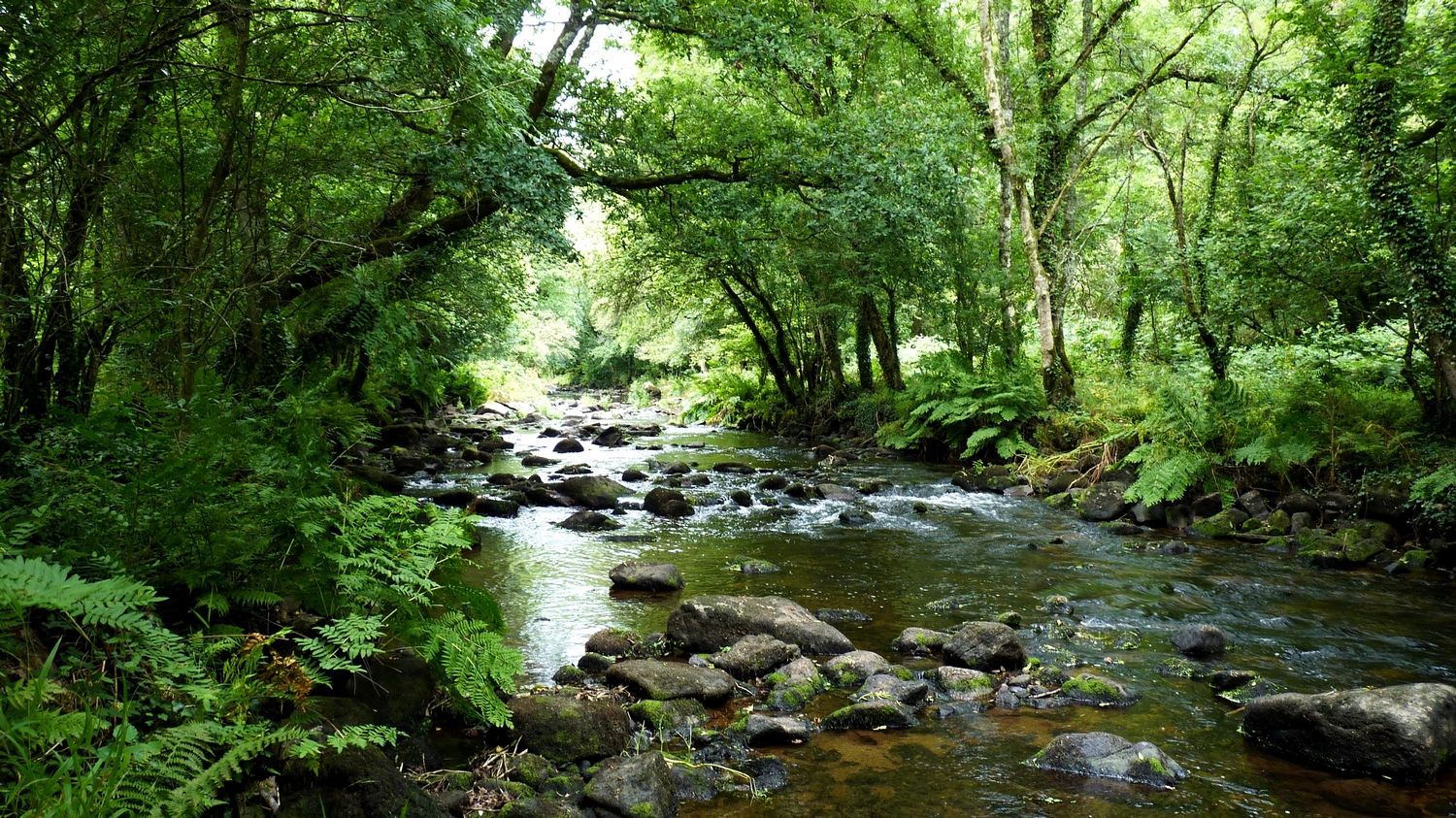
L'Odet au Stangala

### La partie maritime

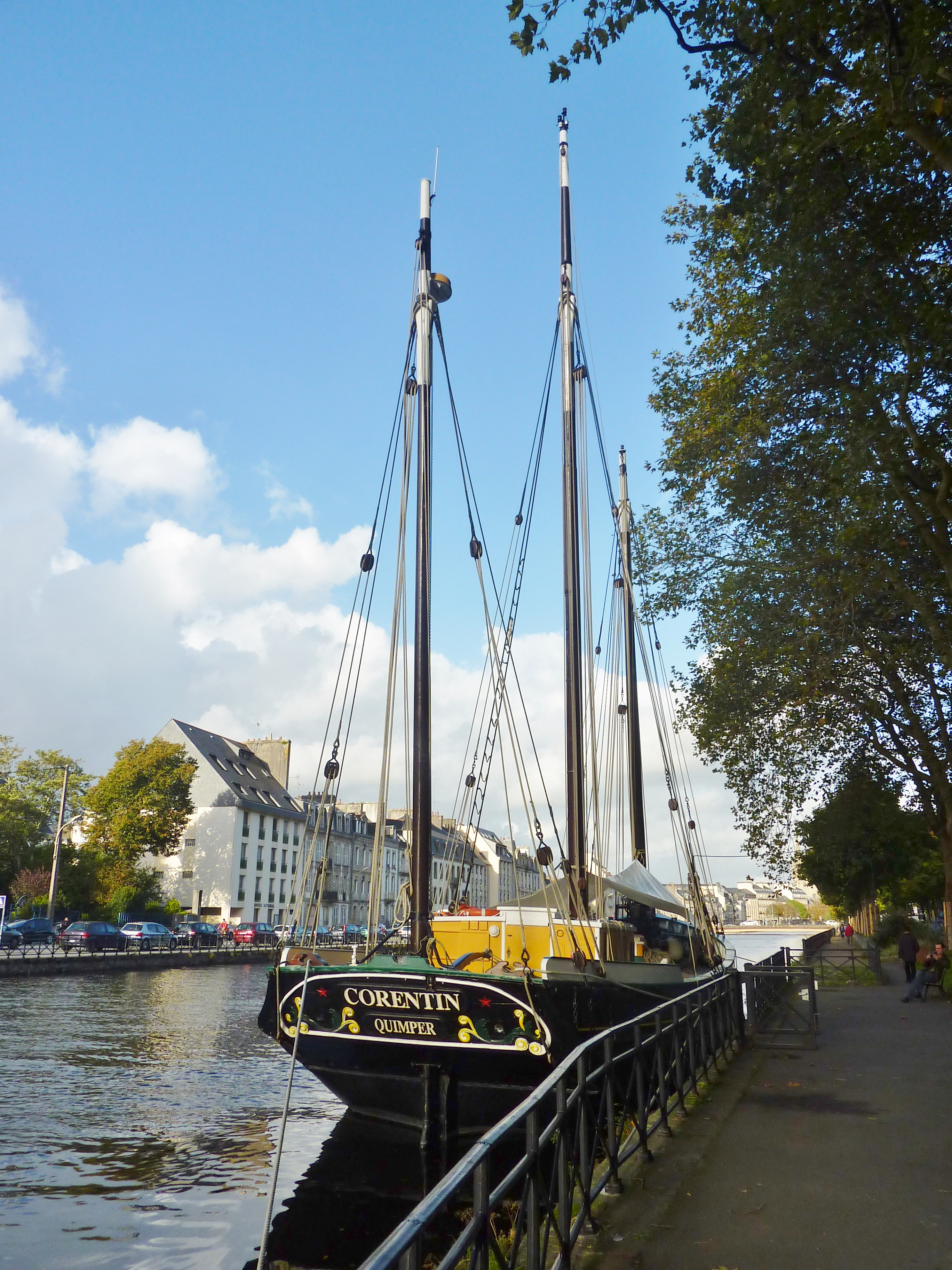
Le Corentin, lougre de lOdet (trois-mâts, vieux gréement) à quai sur la rive gauche de l'Odet à Quimper. Ce bateau appartient à l'association « Le Lougre de l'Odet »

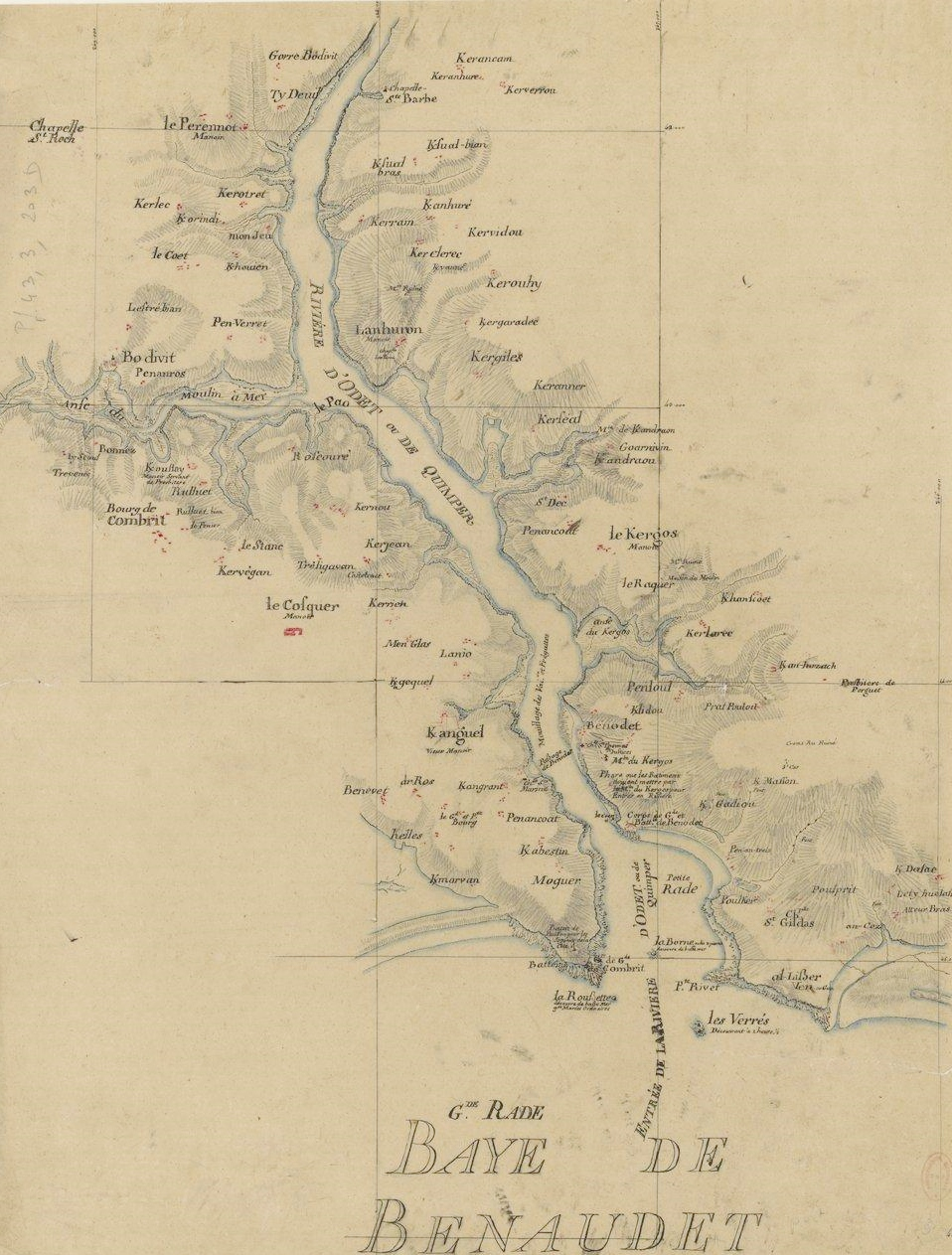
Plan de l'Odet en aval de Quimper (entre 1771 et 1785, auteur inconnu)

Sa partie maritime va officiellement de la passerelle pour piétons du champ de Bataille à Quimper (devant le palais de Justice) à la mer, mais la marée est sensible 2 km en amont près de la gare. Un port de commerce comportant 500 m de quais a été établi au Corniguel (à l'entrée de la baie de Kerogan) en aval de Quimper pour les petits cargos et les sabliers. L'estuaire, long de 20 km, s'élargit progressivement à la sortie de la ville pour prendre les dimensions d'un vaste lac intérieur quelques km en aval, et former la baie de Kerogan, bordée sur sa rive gauche par les tourbières de Kerogan et Stang Zuqui abrite entre autres l'escargot de Quimper et des droseras, ce qui provoqua des polémiques, les écologistes protestant contre les projets d'urbanisation dans cette zone, finalement protégée par un périmètre de protection et de valorisation (décision du conseil municipal de Quimper en date du 19 décembre 1997).

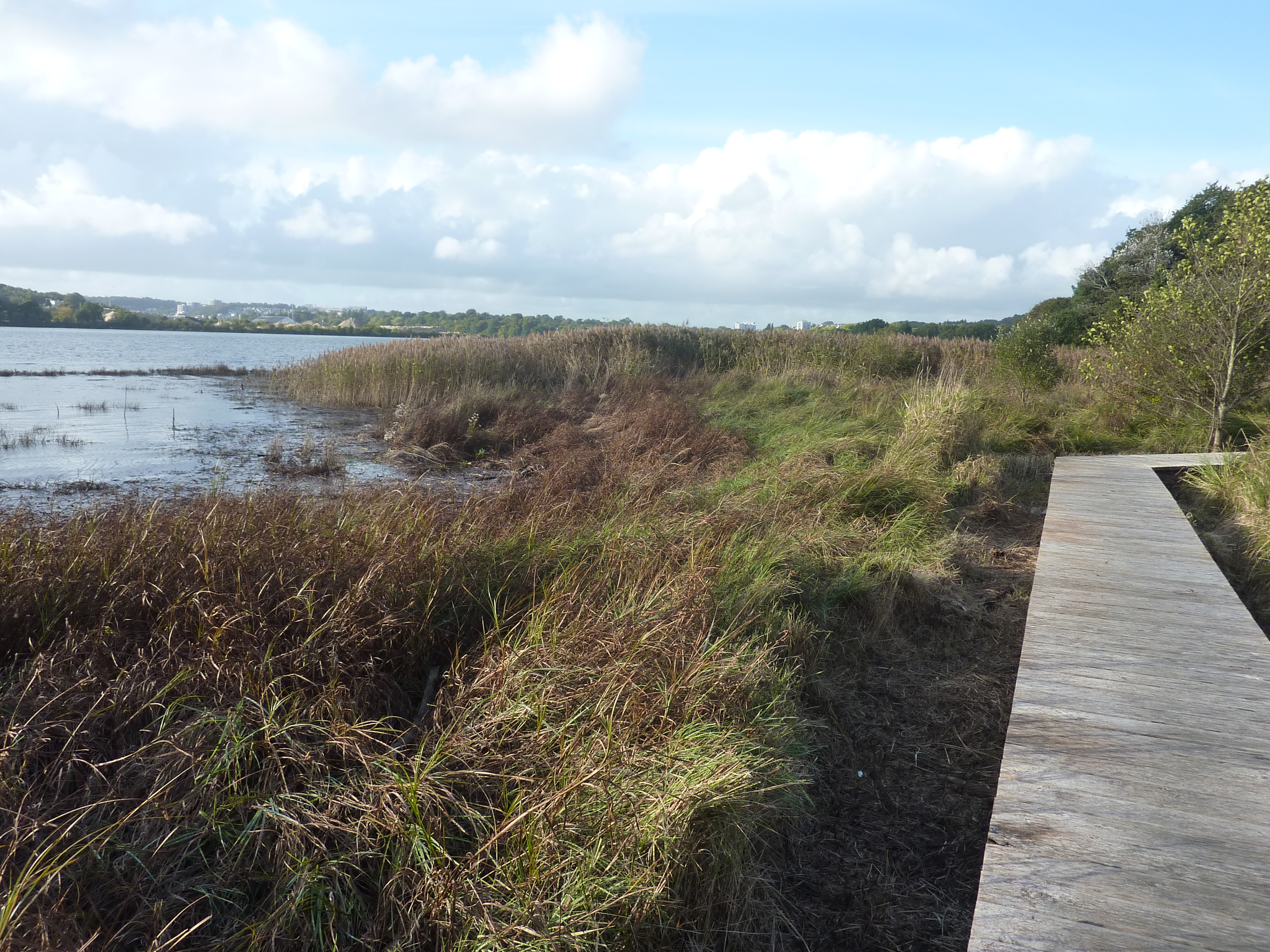
La tourbière de Kerogan sur la rive gauche de l'Odet juste en aval de Quimper 1
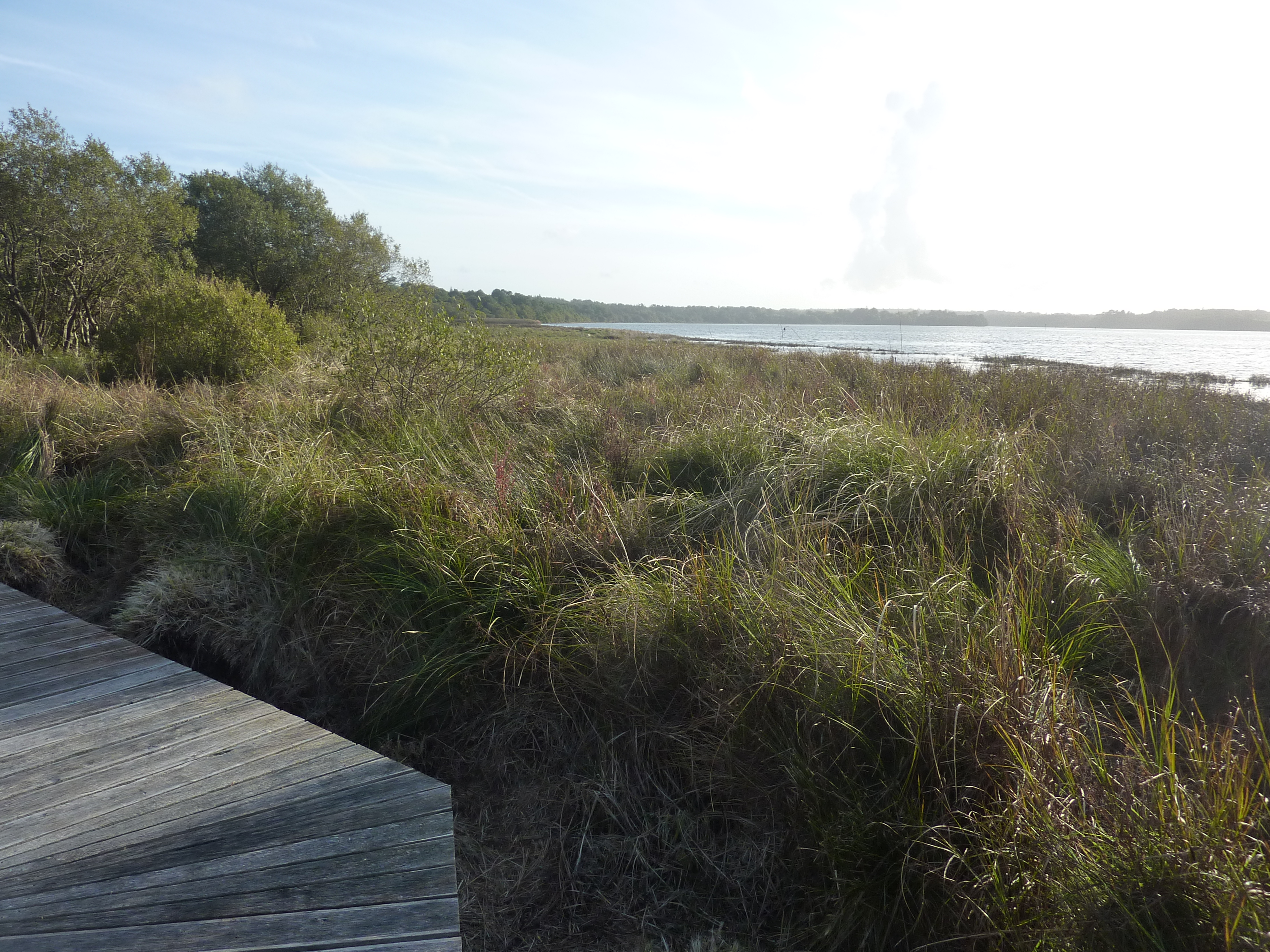
La tourbière de Kerogan sur la rive gauche de l'Odet juste en aval de Quimper 2

Une zone de protection du biotope, dénommée "Chemin de halage de l'Odet" a été créée par l'Arrêté préfectoral de protection de biotope en date du 18 août 2005 afin de protéger le cranson des estuaires (Colchearia aestuaria), plante protégée au niveau national. Cette zone de protection se trouve sur la rive droite de l'Odet, le long du chemin de halage entrer la place des Acadiens et le bois du Corniguel.
Les rives de l'Odet se resserrent considérablement par la suite et son cours devient tortueux. Il coule alors au fond d'une gorge boisée, le passage des Vire-Court (deux rochers s'appellent "Le saut de la Pucelle" et un autre "La chaise de l'Évêque"), qui lui a valu le surnom de plus belle rivière de France. Ce lieu est visible par la route au niveau de la cale de Rosulien, mais surtout par bateau. La "Pointe des Espagnols" est dénommée ainsi car des pirates espagnols vinrent un jour de Bénodet dans l'espoir de piller la ville de Quimper. Apercevant les arbres des deux rives, ils eurent l'impression que la rivière s'arrêtait à cet endroit et rebroussèrent chemin, mais s'approvisionnèrent à la "Fontaine des Espagnols". Le lit de l' Odet s'élargit à nouveau et ce dernier termine sa course entre la station balnéaire de Bénodet et le port de Sainte-Marine. Un peu en amont de son embouchure, le pont de Cornouaille l'enjambe, reliant le pays Bigouden au pays Fouesnantais . L'estuaire de l'Odet est une attraction touristique visitable en bateau. La rivière est une escale très prisée des plaisanciers français et anglais.
Le Corentin est une copie exacte des bateaux marchands qui sillonnaient l'Odet et les zones maritimes avoisinantes aux XVIIIe siècle et XIXe siècle.
Des naufrages se sont parfois produits dans l'Odet. Par exemple, le 8 février 1902, le canot Adèle, qui se rendait de Quimper à Bénodet, chavira sous une forte rafale de vent et son pilote disparut, saisi par le froid. Une autre noyade survenue en 1896, celle de René Keribin, est à l'origine de la fontaine Keribin.

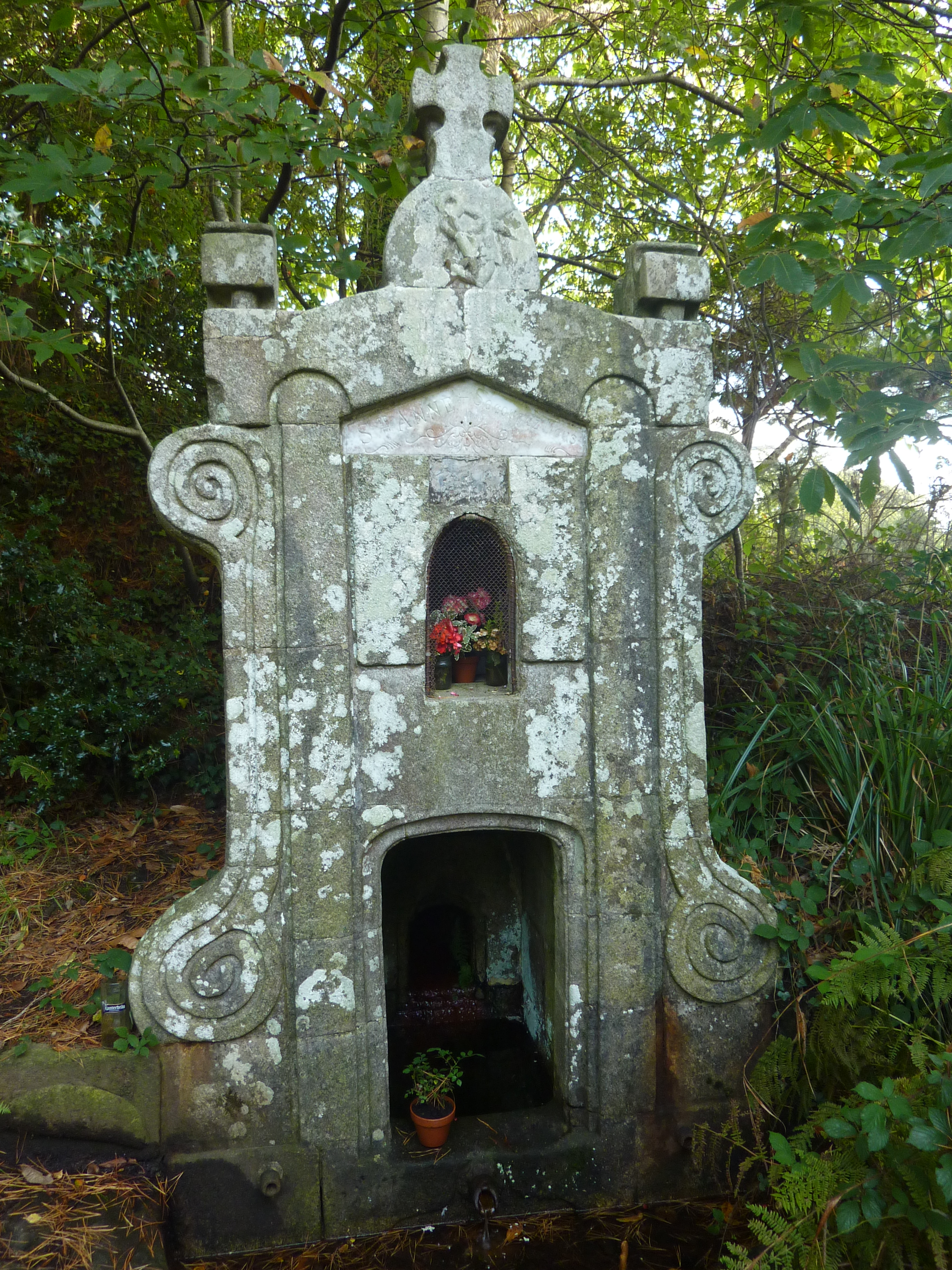
La fontaine Keribin (baie de Keroman, rive gauche de l'Odet juste en aval de Quimper)
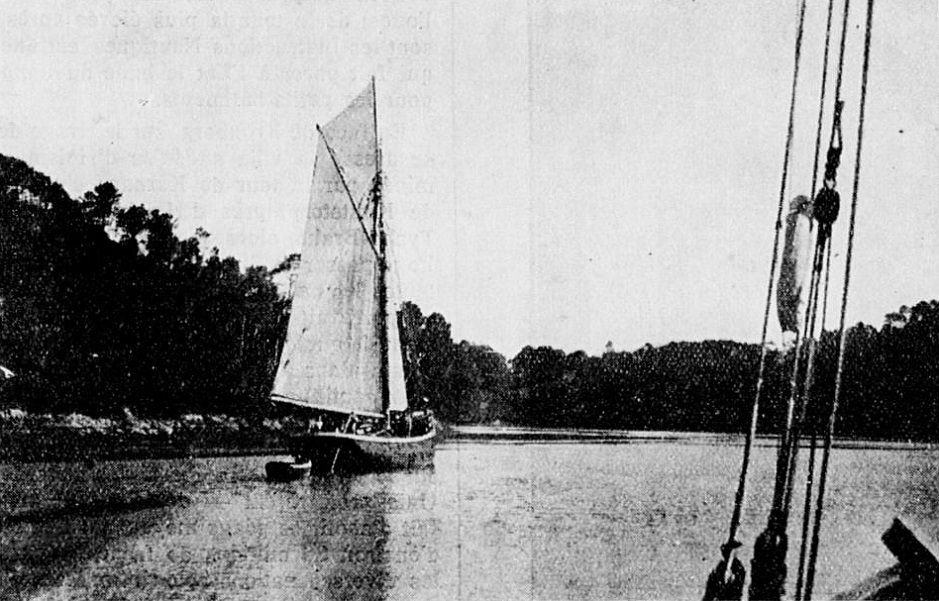
Un chaland sur la rivière de Quimper en 1928 (photographie)
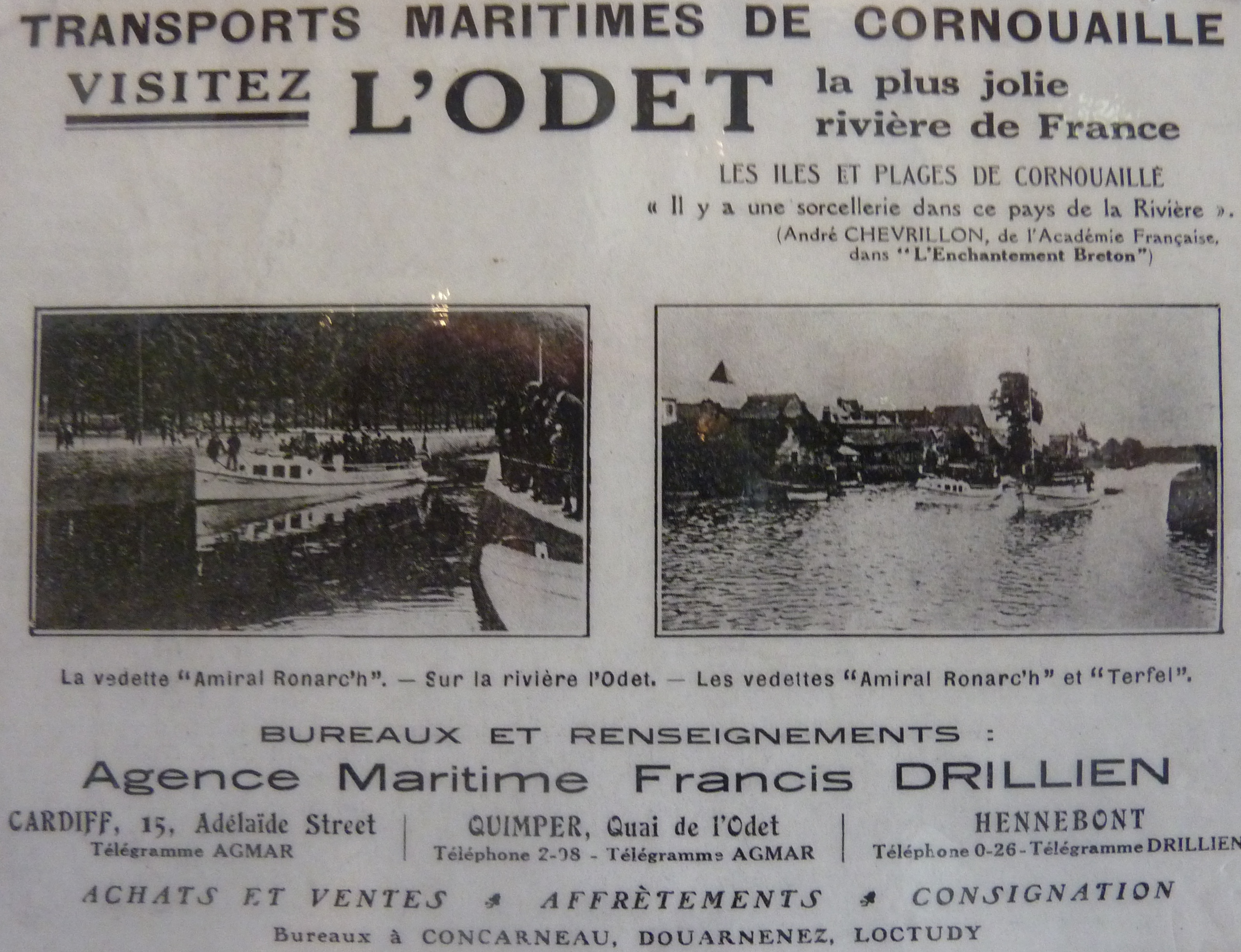
Publicité en faveur des croisières sur l'Odet (vers 1930)

La navigation sur l'Odet est réglementée ; l'article 246 d'un décret du 10 septembre 1922 portant modification du règlement de pilotage dans le 2e arrondissement maritime, précise : « Ces pilotes sont chargés du pilotage de la rivière, mais, à leur défaut, le pilote de Bénodet peut remonter jusqu'au quai de Quimper. Par réciprocité, à défaut du pilote de Bénodet, les pilotes de l'Odet pourront piloter les navires à l'entrée et à la sortie de Bénodet, et conduire les navires qu'ils sortiront jusqu'à l'entrée de Concarneau ou aux Glénans, et à deux milles au moins au-delà des dangers des Glénans ». L'article 247 de la même loi précise : « Les navires à voile au-dessous de 100 tonneaux (...) et les navires à vapeur au-dessous de 150 tonneaux (...), mais dont le tirant d'eau est de 2 mètres ou au-dessus, quelle que soit leur dénomination et à quelque usage qu'ils soient affectés, sont assujettis à prendre un pilote pour aller de Bénodet à Quimper et réciproquement ».
André Chevrillon, dans la "Revue des deux Mondes", décrit ainsi la ria de l'Odet en 1920 :

« Un fjord long de cinq lieues, qui se ramifie au cœur du pays de Quimper et dont les anses, quelques-unes très longues, viennent finir humblement dans les plis secrets de la campagne, devant une chapelle en ruine, devant un moulin abandonné, devant une pauvre ferme perdue. Sauf tout juste à l'embouchure, pas un hameau, pas un sentier le long de ses rives. Rien que les bois antiques, dont les troncs sont gainés jusqu'en haut de lierre et, tout au bord, rien que les bruyères rouges, les houx et l'or clair des ajoncs, toujours plus ou moins en fleurs, par-dessus l'or grave des goémons. (...) Souvent, le soir, j'ai suivi des yeux, la voile tannée de rouge d'un riche Dundee (bateau) qui s'en allait au sein de cette grande paix sylvestre, vers la ville lointaine. Les hommes, groupés à l'arrière, portaient encore leurs cirés jaunes. »

#### Le franchissement de l'Odet avant la construction dupont de Cornouaille

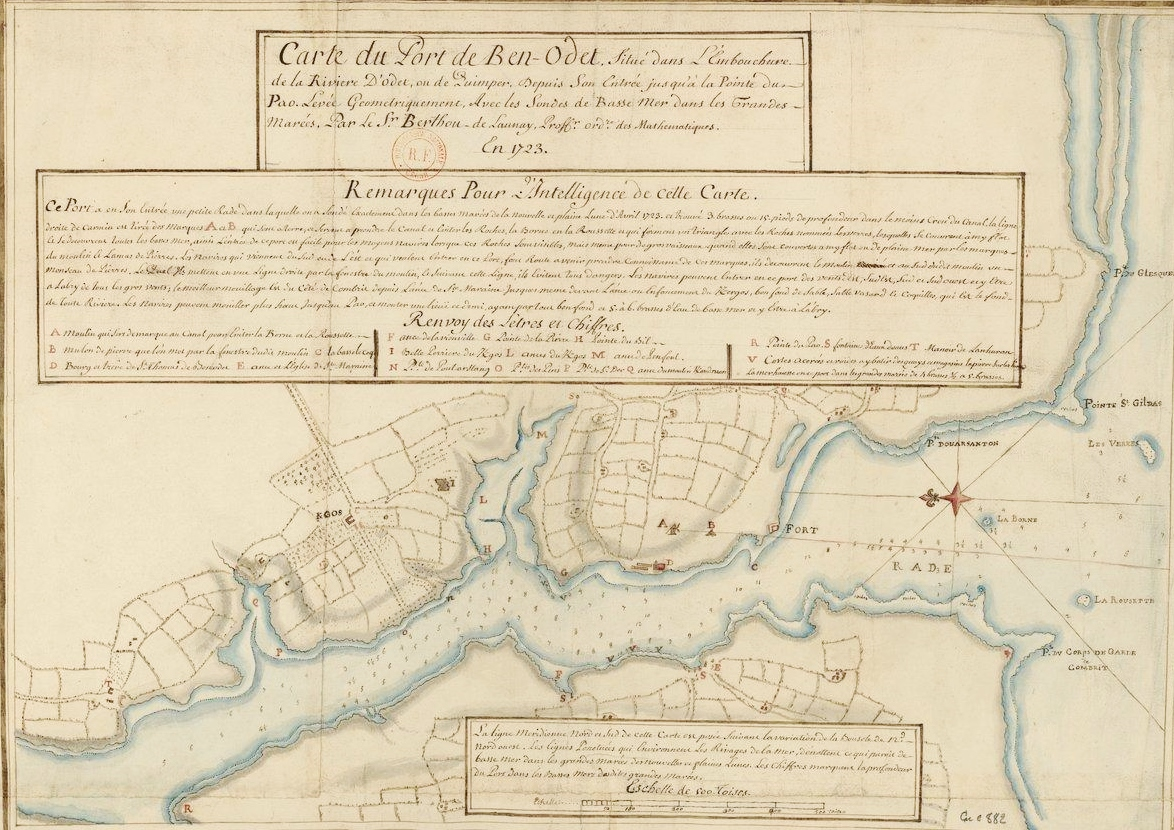
L'estuaire de l'Odet (carte de 1723 par Berthou de Launay)

Jusqu'à la Révolution française, les deux seigneuries de Kersalaün en Combrit et de Cheffontaines (ou Penfentenyo en breton) en Clohars-Fouesnant possèdent conjointement les droits de passage de l'Odet entre la cale du Perguet (du nom de la paroisse de Perguet, ancien nom de l'actuelle commune de Bénodet) et celle de Sainte-Marine, qu'ils afferment tous les six ans au plus offrant. Après la Révolution française, le département du Finistère qui prit en charge le bac permettant de relier Sainte-Marine et Bénodet. Le fonctionnement du bac était aléatoire ; c'était au début du XIXe siècle une simple barque permettant de faire traverser les piétons, le premier véritable bac étant mis en service en 1817, se mouvant à la rame et à la godille, disparaît lors d'une tempête en 1823 et un nouveau bac, grand, avec un équipage de huit personnes, est alors construit, mais il est abandonné en 1835. D'autres adjudicataires du contrat d'affermage se succèdent, mais la traversée reste irrégulière et incertaine jusqu'en 1890 avec la mise en service de deux bacs charretiers de 10 mètres de long et trois mètres de large ; un essai de service assuré par une régie départementale échoue et le bac est à nouveau affermé (à Pierre Caoudal); en 1902 l'un des bacs fait naufrage en raison de son manque d'entretien et de sa vétusté sans faire de victimes et est renfloué, reprenant du service jusqu'en 1905, le second continuant toutefois à fonctionner. En 1906, Adrien de Baroncelli écrit : « Au hameau de Sainte-Marine, un grand bac à rames permet de traverser l'embouchure de l'Odet. Ce bac transporte au besoin des automobiles, néanmoins l'embarquement et le débarquement ne sont pas commodes ; enfin si plusieurs voitures doivent passer, on risque d'attendre longtemps son tour ». Le tarif est alors de 5 centimes pour les piétons, 10 centimes pour les bicyclettes, 2 francs pour les automobiles et la durée de la traversée est estimée à six minutes. En 1908, Gordon Sturrock note que le tarif de la traversée est de 30 centimes par personne, mais que ce prix ne comprend pas le passage de la bicyclette! La différence de tarif indiquée par ces deux auteurs, à deux ans d'intervalle, est surprenante.Le premier bac à vapeur, long de 15 mètres et large de huit mètres, est mis en service le 1er août 1911 : il est tracté par des chaînes mouillées s'enroulant autour d'un tambour, mais il doit cesser son fonctionnement dès 1925 car le mécanisme a mal vieilli et les pannes étaient trop fréquentes. Un nouveau bac à vapeur est inauguré le 26 juillet 1929, mais coule lors d'une tempête  dans la nuit du 4 au 5 décembre 1929 dans le port de Bénodet , (le patron aurait oublié de fermer un hublot ); il est renfloué et reprend du service après réparations le 20 avril 1930 jusqu'au 11 octobre 1944, jour où les Allemands le dynamitent. Une vedette à moteur, puis un chaland provisoire en bois le remplacent alors, la liaison n'étant rétablie avec un véritable bac qu'en 1951 : ce bac peut charger un maximum de 20 voitures et, très vite, est engorgé, principalement en saison estivale, en raison de l'accroissement du trafic (28 000 véhicules en 1951, 135 000 en 1964, 290 000 en 1971, le bac fonctionnant alors 18 heures par jour). Le temps d'attente avant d'embarquer peut être supérieur à une heure et de nombreux automobilistes, ainsi que les poids lourds, doivent faire le détour par Quimper où la rocade sud et le pont de Poulguinan (qui permet de traverser l'Odet juste en aval de Quimper) n'existent pas encore (mis en service en 1974).

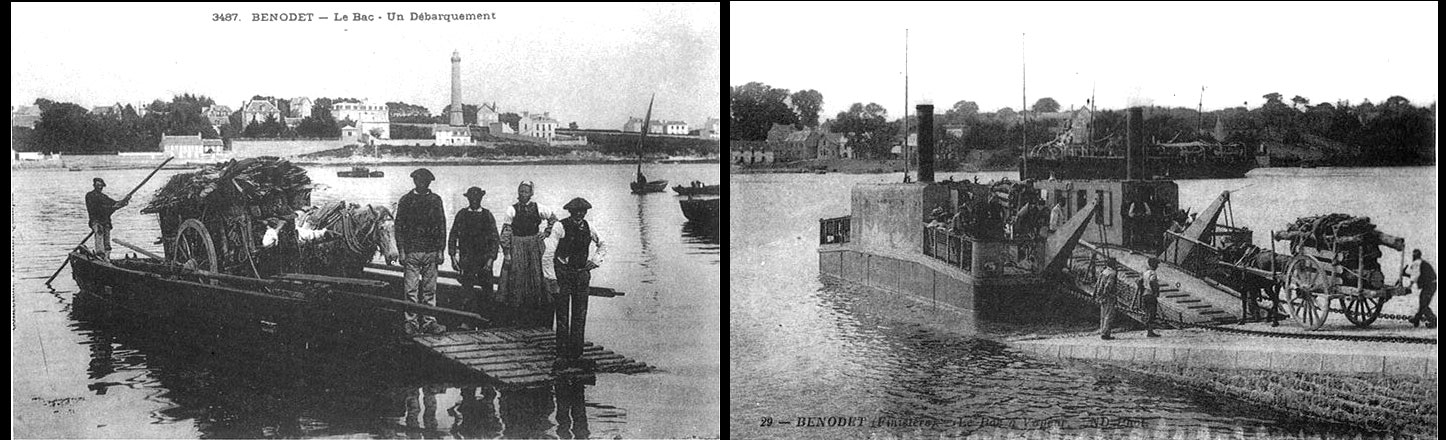
Pour assurer la traversée de l'Odet, un bac charretier (à gauche) a été mis en service en 1888 et remplacé en 1911 par un bac à vapeur (à droite).

#### LePont de Cornouaille

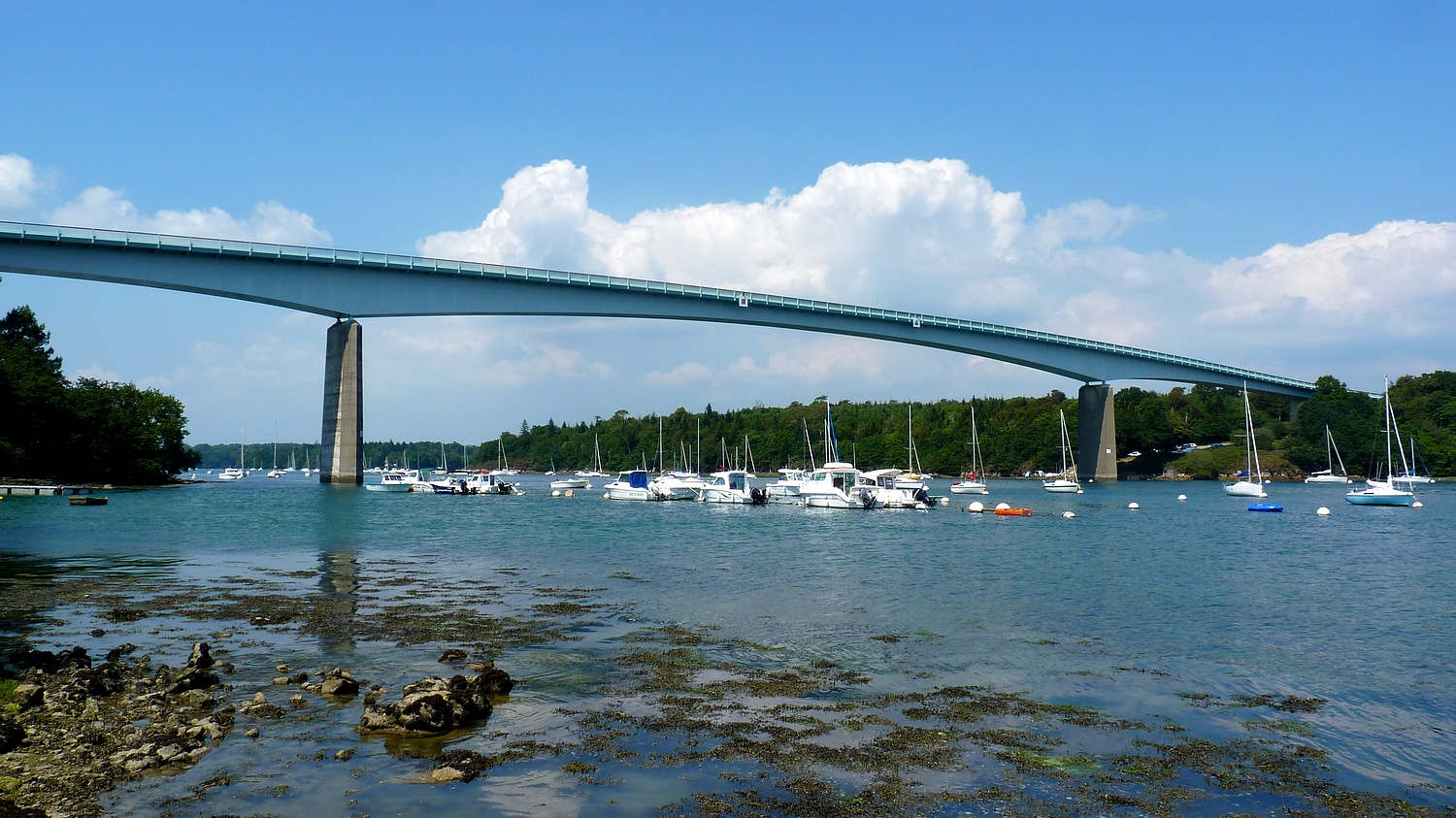
Pont de Cornouaille

## Hydrologie

### Hydrométrie
Le bassin versant de l'Odet est affecté dans sa totalité par un climat océanique, il reçoit entre 900 et 1 300 millimètres de précipitations annuelles avec un gradient positif des pluies du littoral vers la partie amont (900 millimètres à Bénodet et 1 300 millimètres près de la source). L'amplitude thermique est faible puisque les hivers sont doux (6,9 °C l'hiver) et les étés frais (18 °C).
La surface du bassin versant de l'Odet est de 329 km2 à Quimper, au lieu-dit Kervir, en aval de la confluence avec le Jet. Le module y est de 7,46 m3/s et le débit spécifique de 23,9 litres par seconde et par kilomètre carré. Le débit instantané maximal y a été mesuré le 13 décembre 2000 à 3 h 21 et était de 165 m3/s. Le débit journalier maximal y a été mesuré le 26 janvier 1995 et était de 119 m3/s. Le débit minimum sur 3 jours consécutifs y a été mesuré pour la période du 19 au 21 août 1976 et était de 0,211 m3/s. La lame d'eau écoulée dans son bassin versant annuellement est de 758 millimètres par an. Si on la compare à celle des bassins versants voisins cette valeur est nettement supérieure à celle du Blavet à Languidic 434 millimètres par an) et de la Vilaine à Rieux (225 millimètres par an). Cette valeur élevée peut s'expliquer par l'abondance des précipitations sur l'ensemble du bassin versant ainsi que par des terrains en forte pente favorisant un écoulement rapide des eaux.
La surface de  bassin versant de l'Odet est de 715 km2 si l'on tient compte de la totalité de ses affluents.

### Les crues historiques
Si les crues de 1995 et 2000 sont encore bien présentes à l'esprit, l'Odet et ses affluents ont débordé à bien d'autres reprises causant ainsi des dégâts dans la ville de Quimper. C'est ce qu'atteste les archives de la ville de Quimper qui nous apprennent que des  crues se sont produites en 1651, 1664, 1765, août 1769, 1788, février 1838, mars 1846, juin 1856, décembre 1865, février 1883, novembre 1892, 3 janvier 1925, janvier 1928, février 1935, avril 1939, 1957, février 1974, février 1990 et 1995.
L'eau atteignit 2 mètres dans certaines habitations de Quimper lors de la crue du 15 février 1974. Lors de celle du 12 décembre 2000, due à plusieurs jours de pluies diluviennes coïncidant avec un fort coefficient de marée, l'Odet atteint 3,97 mètres dans le centre-ville de Quimper, entre la zone de l'hippodrome et Locmaria, le débit de l'eau atteignant 1870 m³/seconde ; la place Terre-au-Duc se retrouve sous 2 mètres d'eau car le Steïr est aussi sorti de son lit ; 200 personnes doivent être évacuées en urgence dans la nuit ; il fallut une semaine pour un retrait total des eaux. Une nouvelle inondation, certes moins grave, survint fin décembre-début janvier, et un autre en février 2014.
Le secteur de "Quimper-littoral Sud-Finistère" figure sur la liste des territoires à risque important d'inondation identifiés par arrêté préfectoral du Préfet coordonnateur du bassin Loire-Bretagne en date du 26 novembre 2012, au regard du risque de submersion marine et de débordements de l'Odet et de ses affluents. À cet égard, les différentes communes riveraines de l'Odet, dont notamment la ville de Quimper, ont fait l'objet de cartographies précises de zones d'aléas de submersion diffusées en 2013 aux autorités publiques pour l'application des règles du code de l'urbanisme. Ainsi, de nombreuses parcelles bâties situées rive droite au niveau du chemin de halage en centre-ville de Quimper ont été classées comme soumises à un aléa fort, soit susceptibles d'être submergées par une hauteur d'eau pouvant atteindre un mètre au regard du niveau marin de référence (NMR) défini par les services de l'État.
Un plan de prévention des risques élaboré en 1997, révisé en 2004 et 2008, prévoyait initialement quatre barrages écréteurs de crues, sont deux sur le Steïr ; seuls les deux prévus en amont de Quimper sur l'Odet devraient être construits pour 2025, en dépit des oppositions qui se sont fait lour à Landudal et Langolen.

## Histoire

### Antiquité

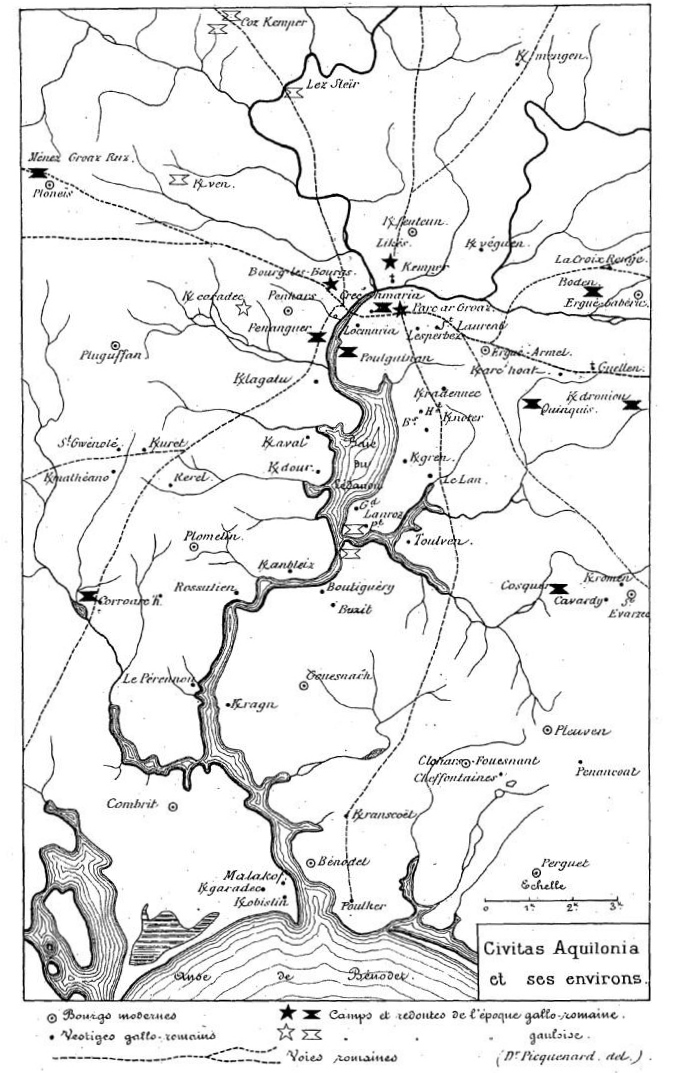
Carte des occupations romaines dans le bassin de l'Odet (par Charles Armand Picquenard)

L'Odet et ses rives ont été fréquentées dès l'Antiquité, en particulier à l'époque romaine comme en témoigne Civitas Aquilonia (nom parfois donné à Quimper à l'époque gallo-romaine); une agglomération gallo-romaine née aux alentours du port de Locmaria. Elle fut fondée sous le règne de l'empereur Auguste et fut surtout florissante aux deux premiers siècles de notre ère. Elle comportait un forum et des thermes situés au centre d'un plan orthogonal, dont un élément significatif a été retrouvé en 2006 à proximité d'un probable port sur l'Odet et d'une acropole située sur le sommet occidental du mont Frugy.
D'autres établissements romains ont été retrouvés le long de l'Odet, en particulier une villa romaine à Kervéguen, à la limite Est de Quimper, près de l'Odet ; des thermes romains au Pérennou en Plomelin, des substructions gallo-romaines à Moguérou et des restes d'une villa à Kerobestin à Sainte-Marine, des restes d'un établissement de bains à la pointe Saint-Gilles en Bénodet.

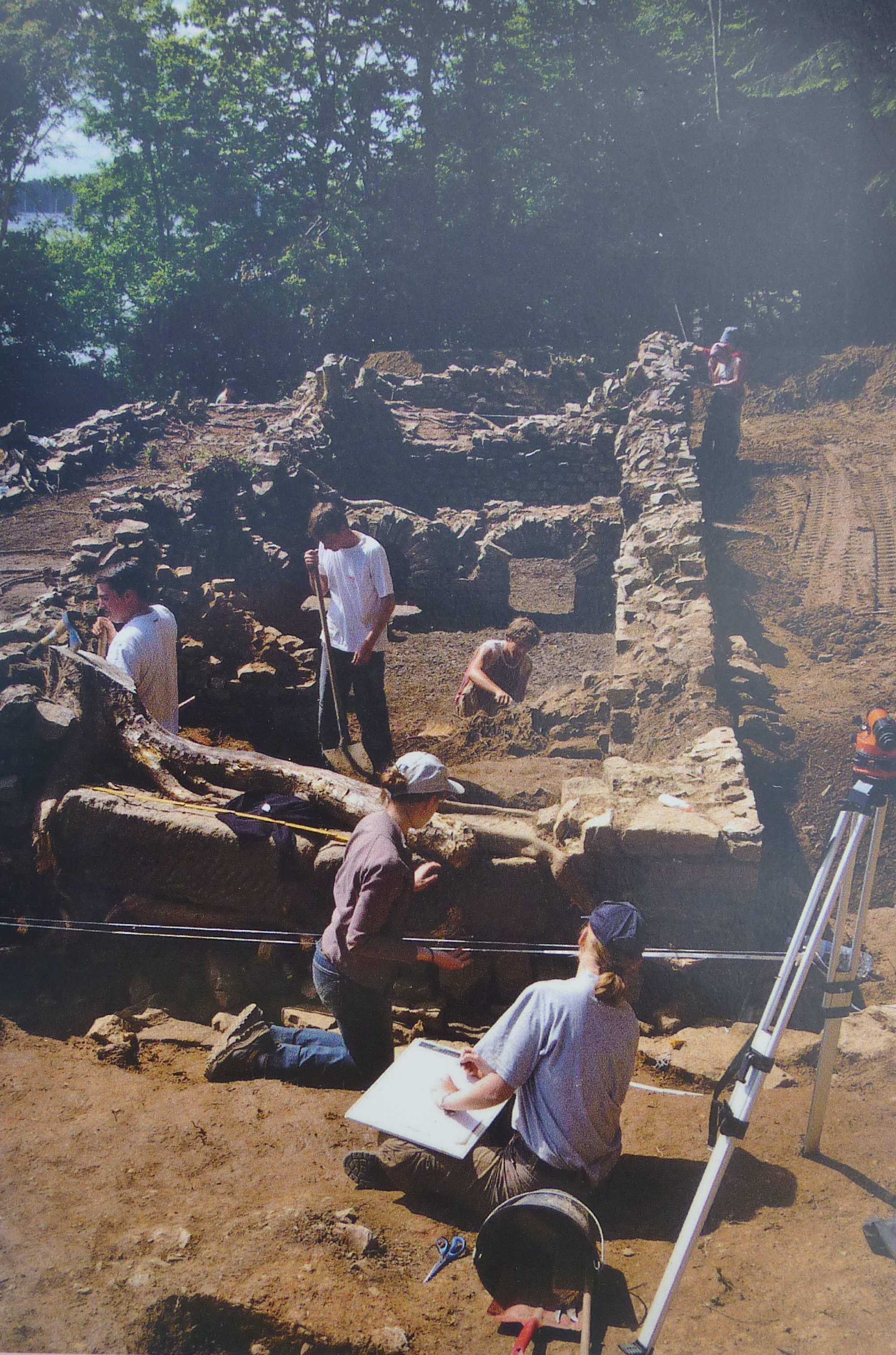
Plomelin : le chantier des fouilles des thermes de Perennou en 2008
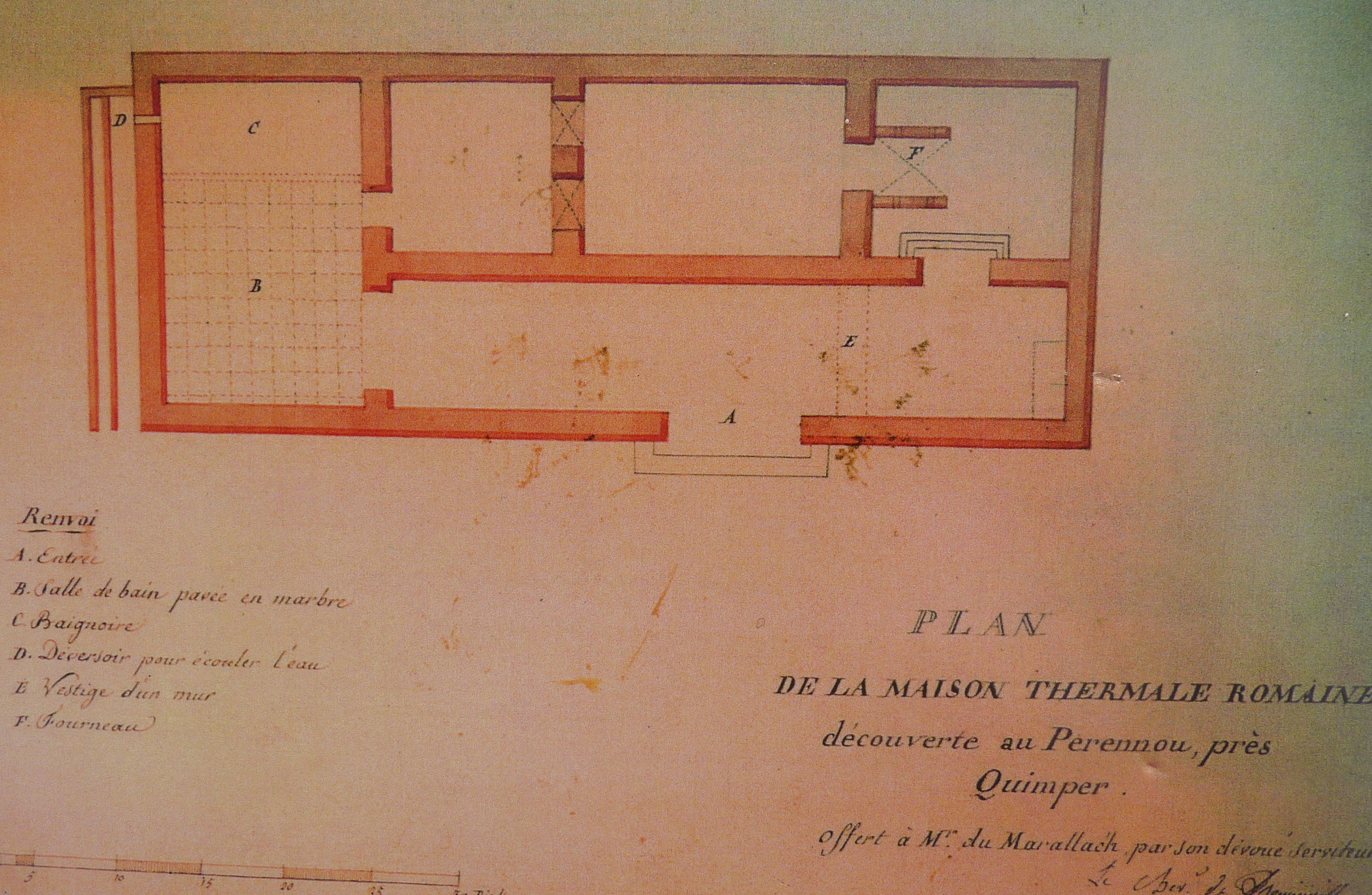
Plomelin : le plan des thermes romains de Perennou
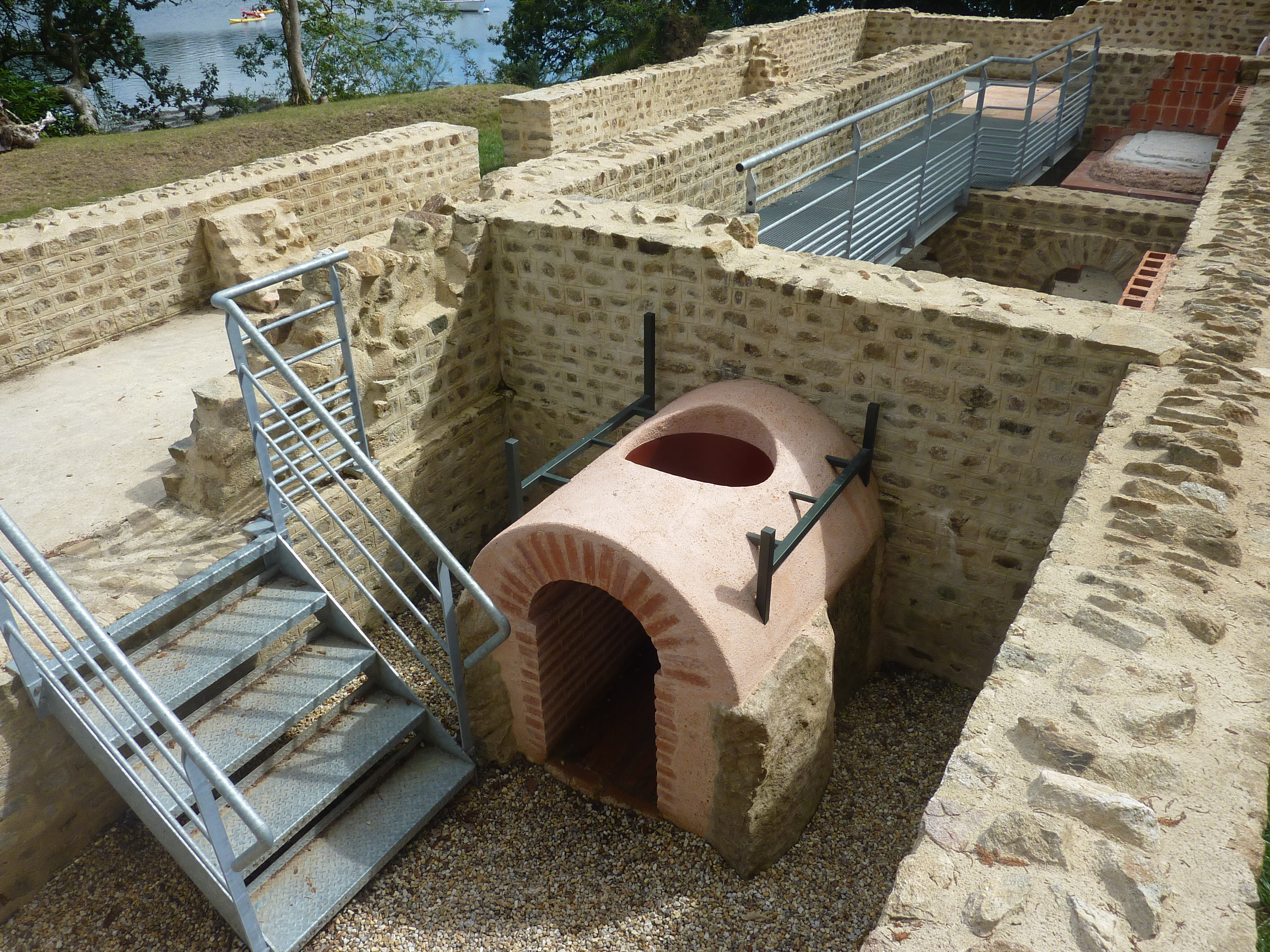
Plomelin : les thermes de la villa gallo-romaine de Perennou (état actuel après restauration)
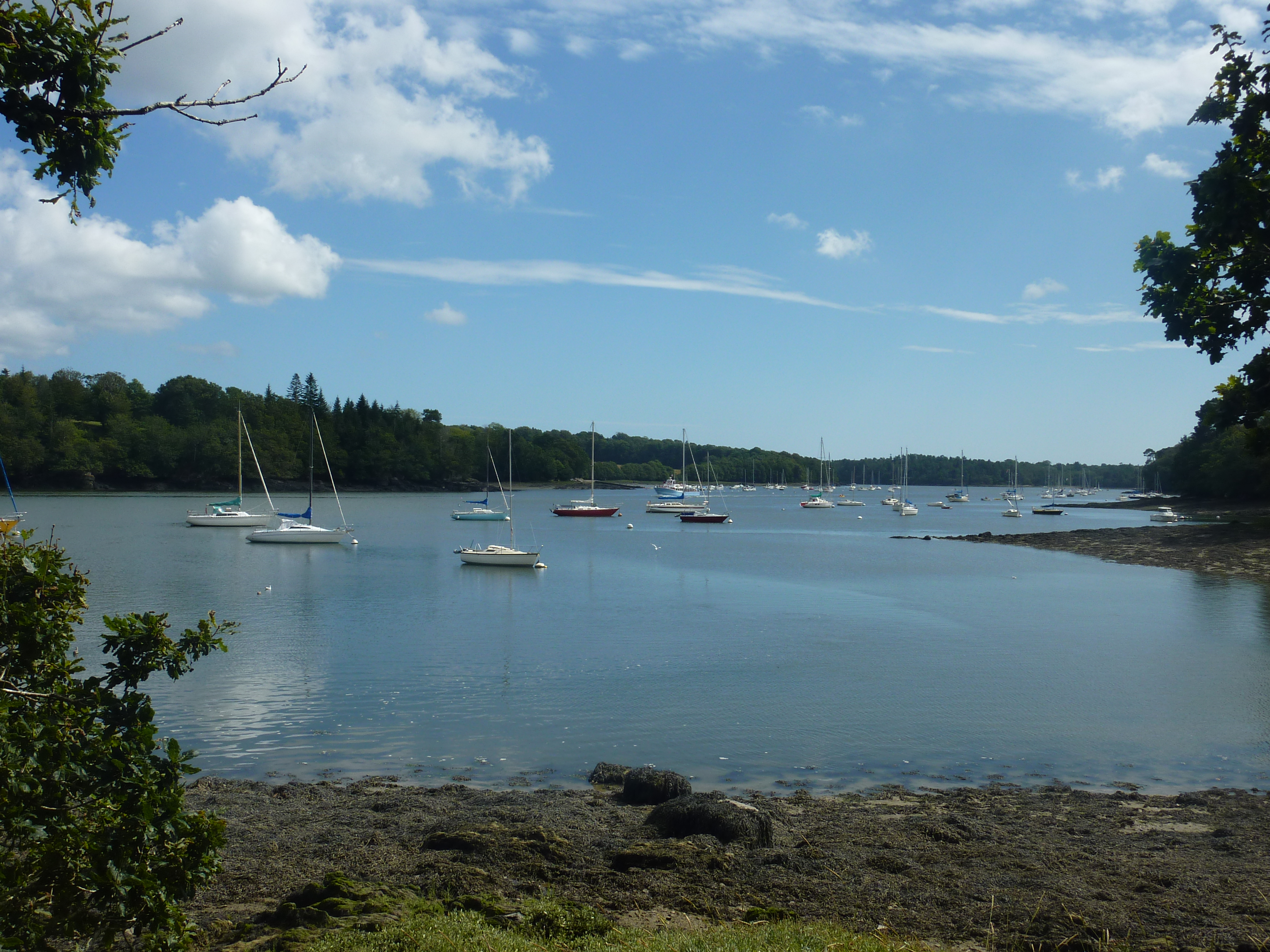
Plomelin : l'Odet vu des thermes de Perennou

### Époque moderne
L'approvisionnement de Quimper s'est longtemps fait essentiellement par la mer, puis en remontant l'Odet, seuls les navires les plus gros déchargeant à Bénodet. En 1722, 152 navires remontent l'Odet jusqu'à Quimper ; ils sont 209 en 1738. Un graphique illustrant l'évolution du trafic du port de Quimper entre 1716 et 1781 a été publié.
Jules Lacroix de Merlès écrit en 1835 : « Les bâtimens de deux cents tonneaux ne remontent qu'avec peine la rivière de Benaudet ».
Jacques Cambry écrit en 1794 :

« Les bâtimens de trois cents tonneaux remontent jusqu'à Quimper ; ceux de cinq à six cents ne peuvent se rendre qu'à l'anse de Lanroz, à deux lieues de Benaudet : sur cet anse on pourroit installer une excellente briqueterie ; deux espèces de terre, qu'on y trouve, quand elles sont mélangées, donnent des briques parfaites. (...) Des frégates peuvent se mettre en sûreté dans la rade de Benaudet : elles n'y viennent que dans les cas forcés ; la passe est bonne, mais quand on est contraint de louvoyer, on en redoute les bas-fonds. »

### La vallée de l'Odet en aval de Quimper: la «Route des châteaux»

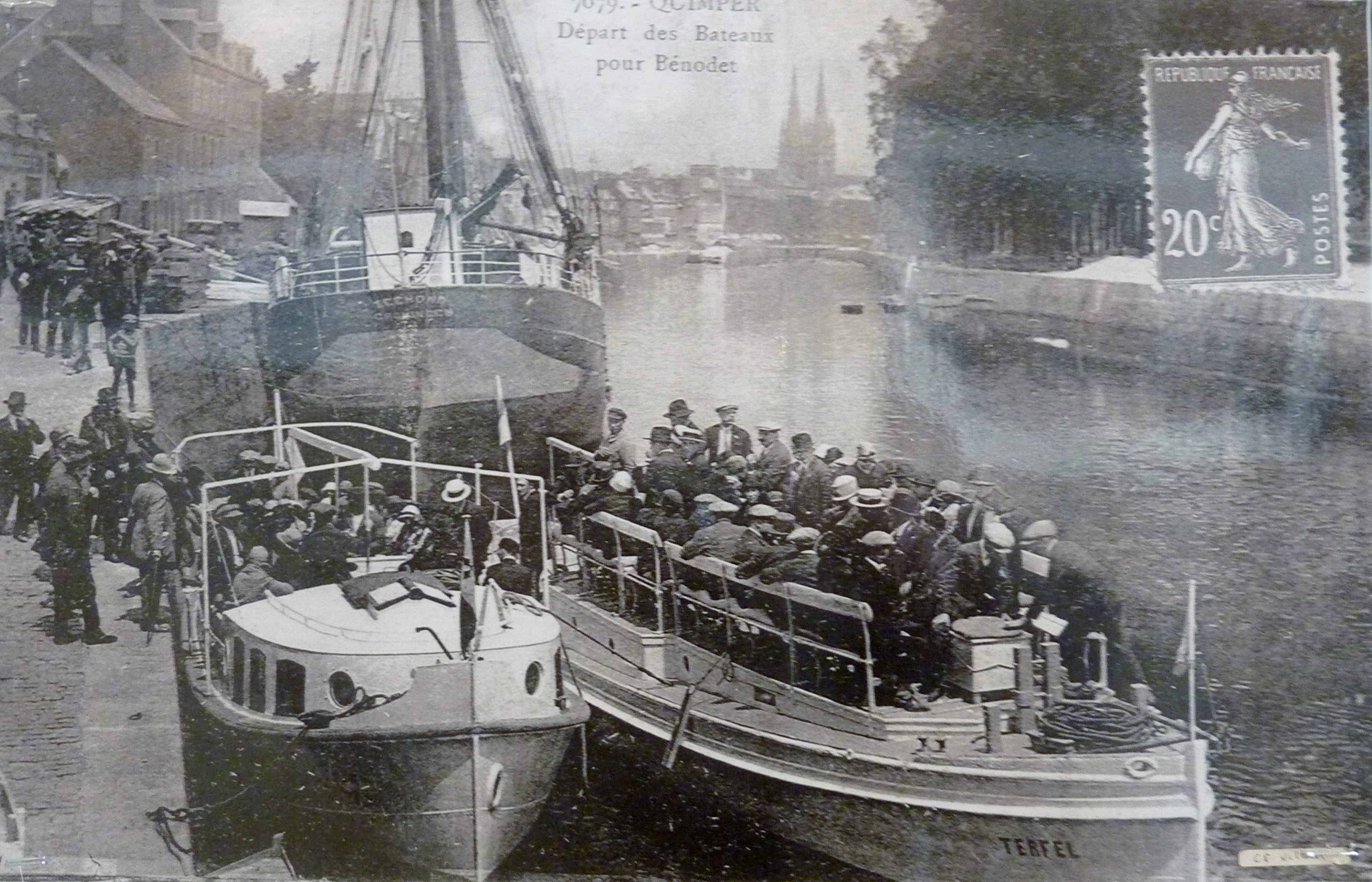
Quimper : le départ des bateaux pour Bénodet (carte postale, vers 1930)

Cette partie de la vallée de l'Odet, aux rives boisées, soumise à l'influence de la marée et navigable, a attiré depuis des siècles de nombreuses familles aristocratiques, puis aux XIXe siècle et XXe siècle des industriels et des artistes, qui se sont fait construire des manoirs ou des gentilhommières et grandes villas avec vue imprenable sur l'Odet, suscitant la création d'une véritable riviera. Leurs habitants, aisés, sont parfois dénommés du sobriquet un tantinet moqueur : "Ceux de la rivière".
Parmi ces propriétés :
- le château de Lanniron, juste en aval de Quimper, ancienne résidence d'été des Évêques de Cornouaille, avec son jardin à la française et son orangerie. Ses propriétaires actuels (la famille du comte de Massol) y ont installé un camping "4 étoiles", un golf 9 trous, un restaurant "Le potager de Lanniron"[44].
- le manoir de Rossulien, qui date du XVIIIe siècle, est entouré de palmiers royaux. Ce manoir cacha des députés girondins pendant la Terreur.
- le château de Toulven (en Quimper) date du XIXe siècle et est de style néogothique[45] ; certaines de ses salles peuvent être louées pour des mariages ou autres évènements festifs.
- le manoir de Penanros (en Plomelin)
- le château de Kerdour[46] (en Plomelin) date pour partie du milieu du XIXe siècle et pour le reste de l'extrême fin du XIXe siècle et du tout début du XXe siècle; son style est très éclectique.
- le château de Kerouzien (en Plomelin) dont le parc est classé par les Monuments historiques (Référence base Mérimée : IA29000340). Des salles du château sont louées pour des mariages ou autres évènements festifs[47].

Plomelin, le château de Kerouzien sur la rive droite de l'Odet
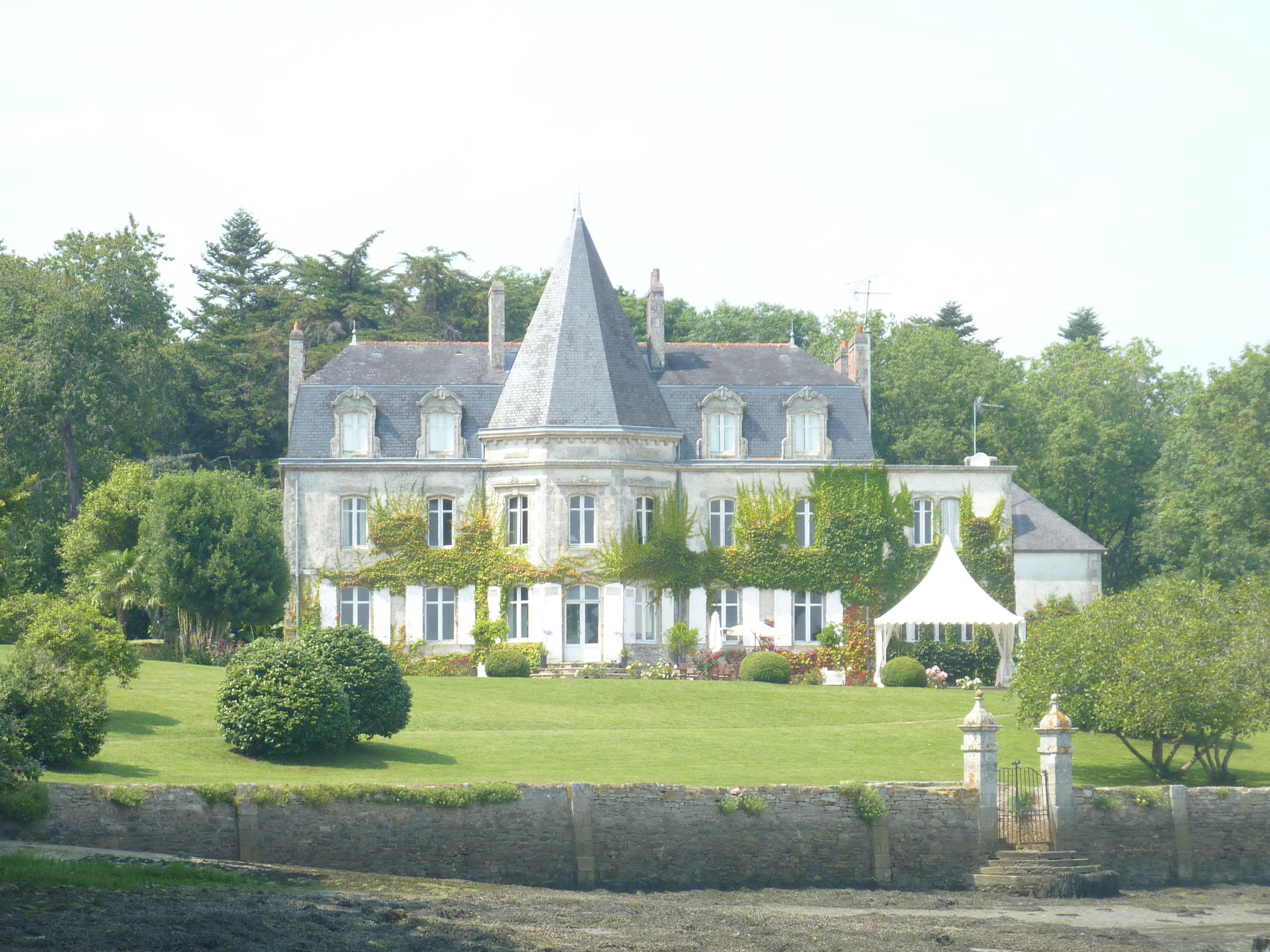
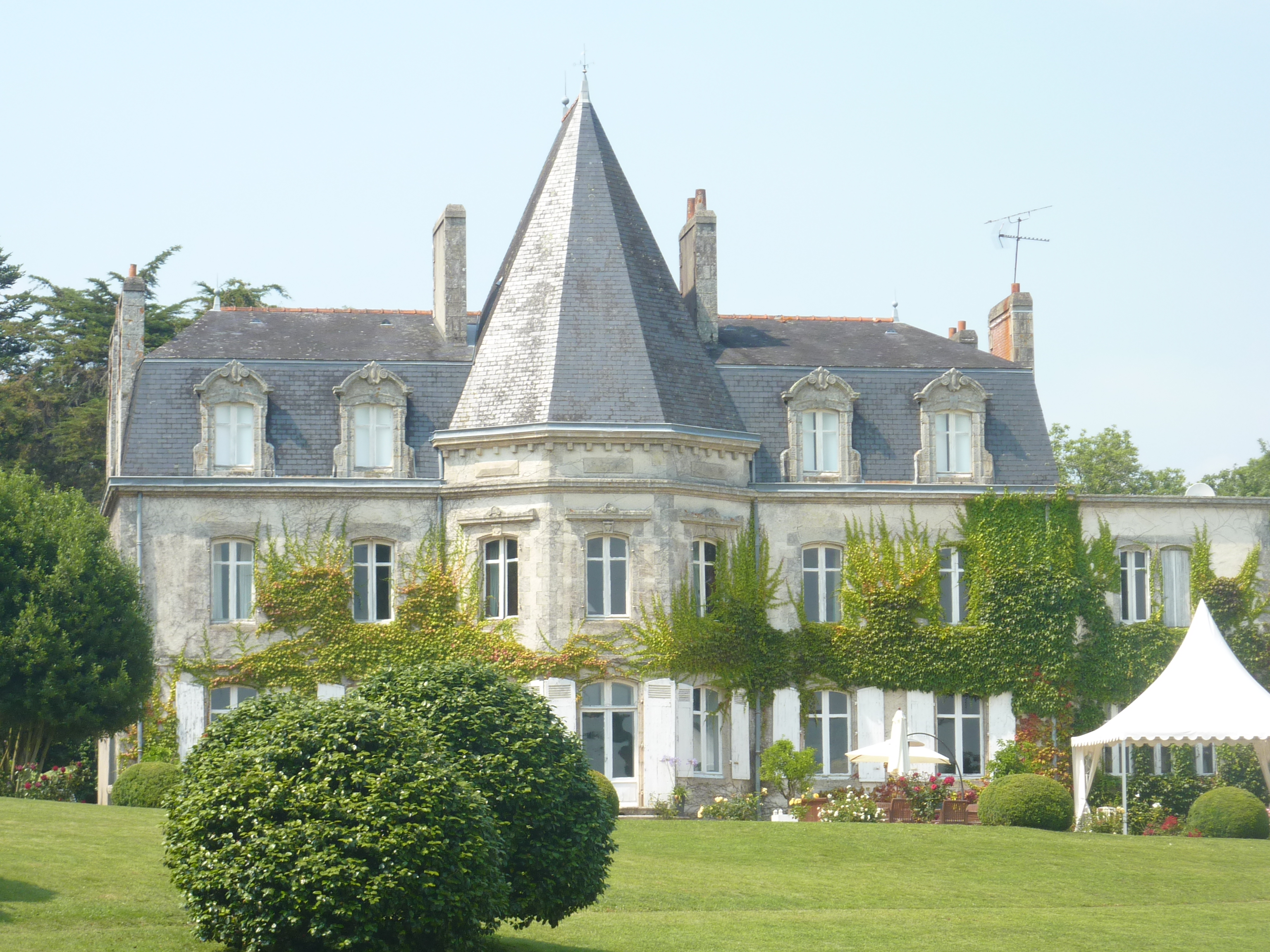
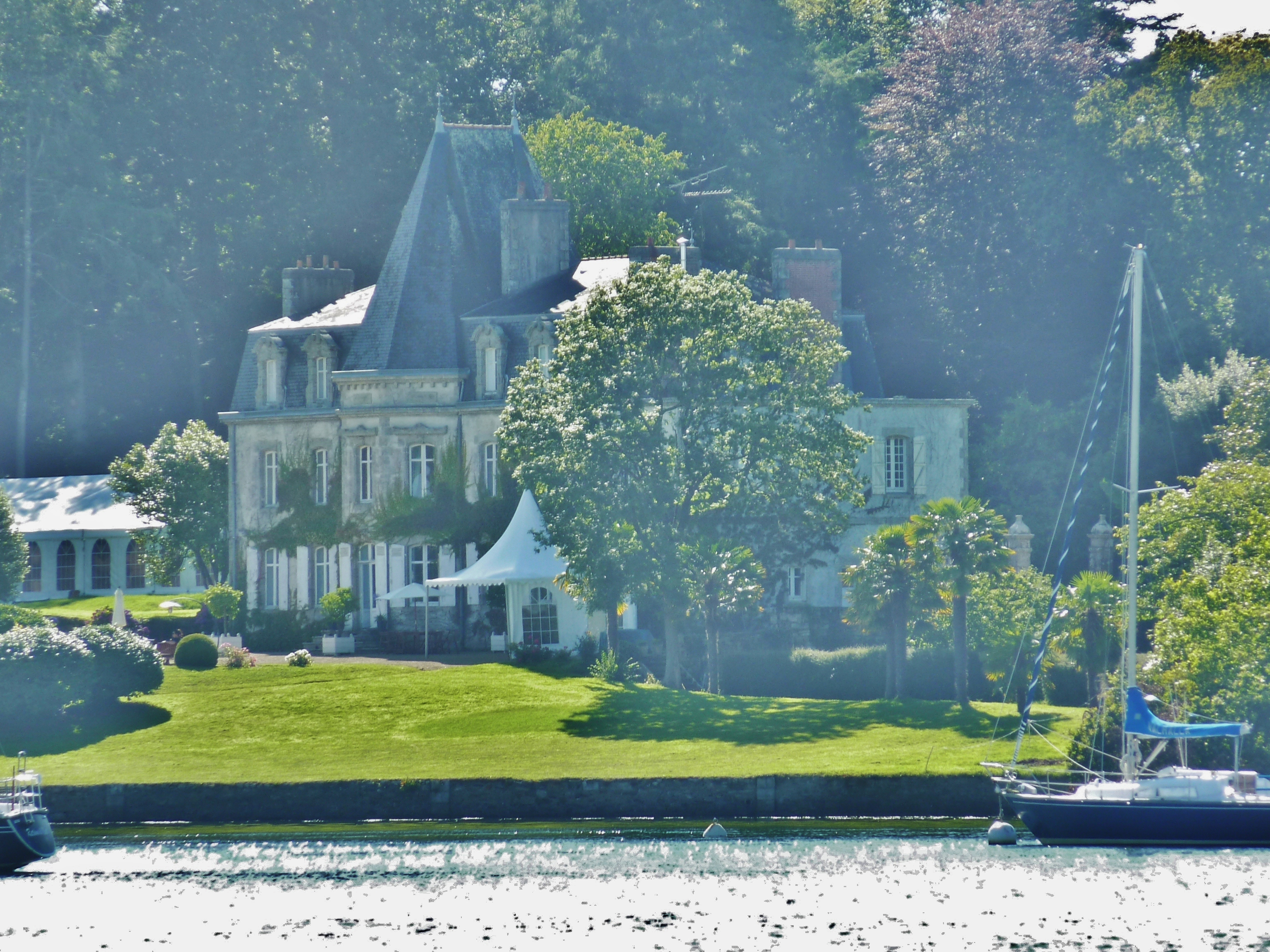
Vu de Pors Keraign en Gouesnac'h

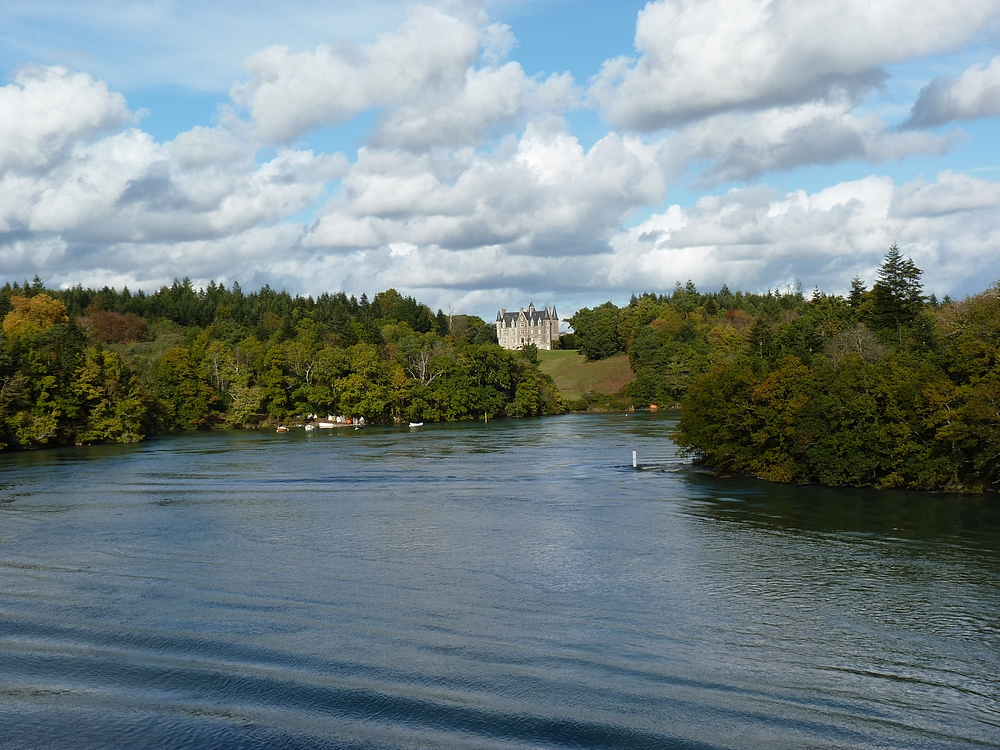
Plomelin : le château de Kerambleiz dominant la rive de l'Odet

- le manoir de Kerbernez (en Plomelin), désormais lycée horticole.
- le château du Pérennou[48], en Plomelin, (qui appartient à la famille du navigateur Bertrand de Broc), qui date du XIXe siècle, domine la vallée de l'Odet, et son parc des cinq continents qui fut aménagé par Félix du Marhallac'h et est dénommé ainsi à cause des espèces de plantes qui s'y trouvent[49] dont des séquoias parmi les plus hauts de Bretagne, des magnolias et un gingko biloba. Le jardin fut dessiné dans la décennie 1840 par Denis Bülher, grand créateur de parcs en France au XIXe siècle. Le château, de style classique à l'origine, fut profondément transformé entre 1893 et 1899 en château de style néogothique. Un monument mégalithique (trois dolmens) et des vestiges de bains romains datant du Ier siècle apr. J.-C. se trouvent sur le domaine, ainsi qu'une glacière datant du XVIIIe siècle. En 2008, le Conseil général du Finistère a acheté deux ha situés en contrebas du château du Pérennou incluant les vestiges des thermes romains, qui firent l'objet de fouilles en 1833, puis en 1889 et à nouveau en 2012. Une partie du contenu de ces fouilles (dot des mosaïques) se trouve au Musée départemental breton de Quimper.

« Long de 16 m et large de 7 m, le balneum se divisait en six pièces : un vestibule, le fomix (chaufferie), le caldarium (salle chaude), le tepidarium (salle froide) et l' apodyterium (vestiaire et salle des onguents). Les fondations et le reste de l' hypocauste (système de chauffage par en dessous utilisé par les Romains) qui sont encore visibles ont été restaurés. Les salles froides et chaudes étaient décorées de pavements de marbres de quinze origines différentes et de couleurs variées ainsi que de peintures murales. (...) Une photo aérienne du site a par ailleurs permis de retrouver les traces d'un chemin menant à une villa romaine située à 450 mètres au-dessus, une « villa à portique en "U" ». »

- le château de Keraval (date en partie des XVIe siècle, construit initialement par Guillaume Moreau, et XVIIe siècle)[51]. Il a été remanié au XIXe siècle et possède désormais des parties de style néogothique. Il est situé dans la commune de Plomelin.
- le manoir de Lestremeur (en Plomelin)

Plomelin : le manoir de Lestremeur
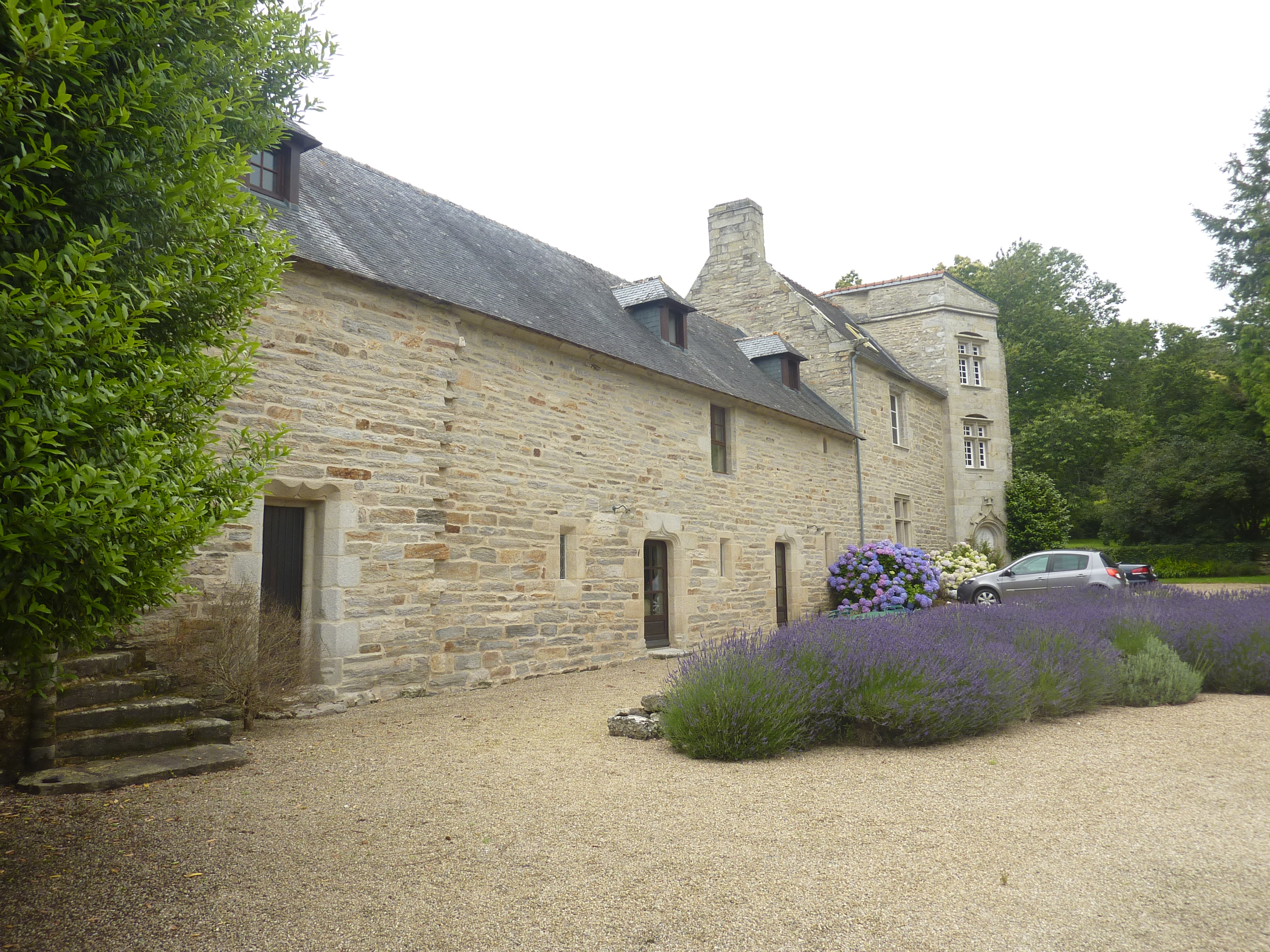
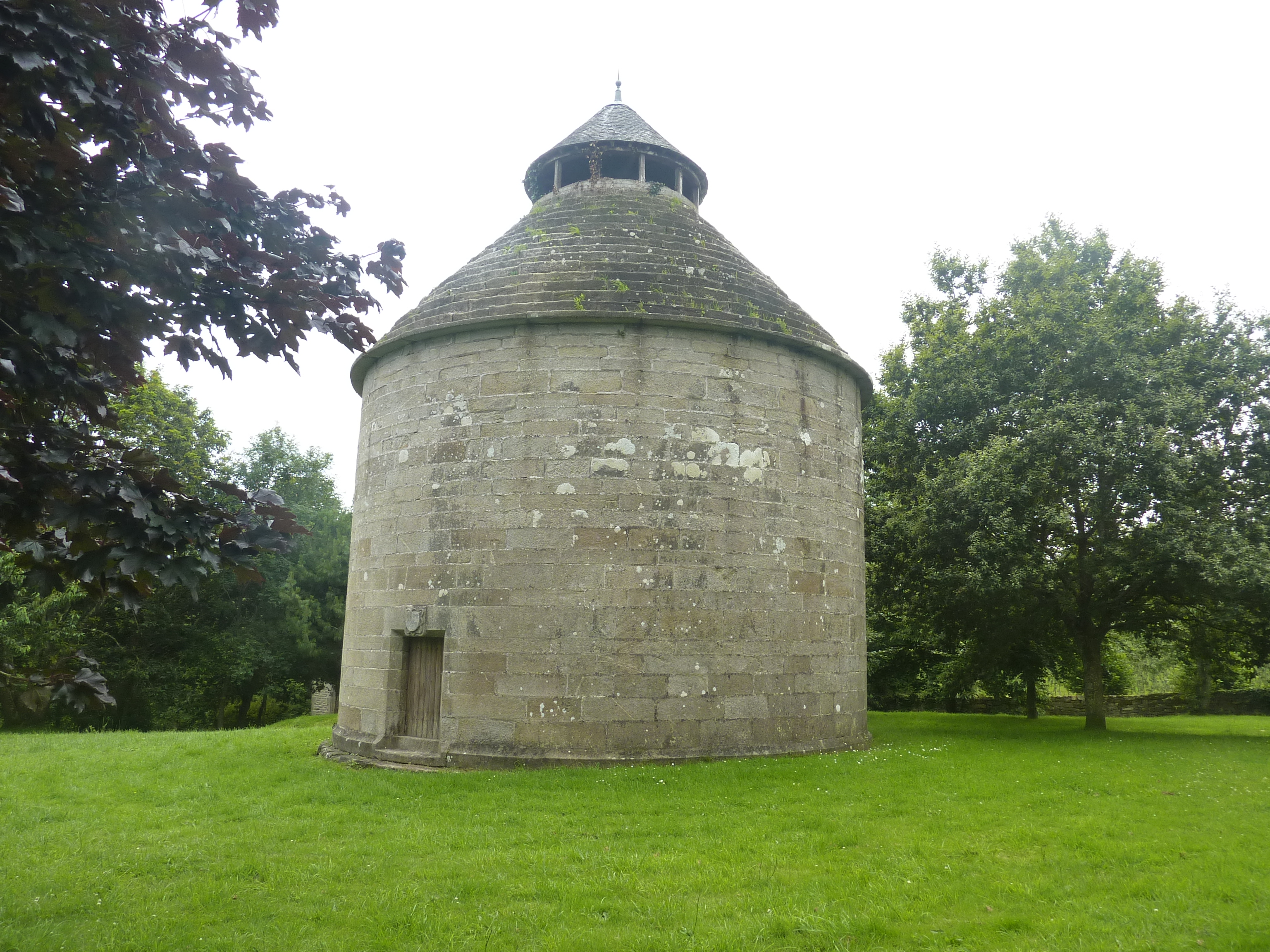
Le pigeonnier
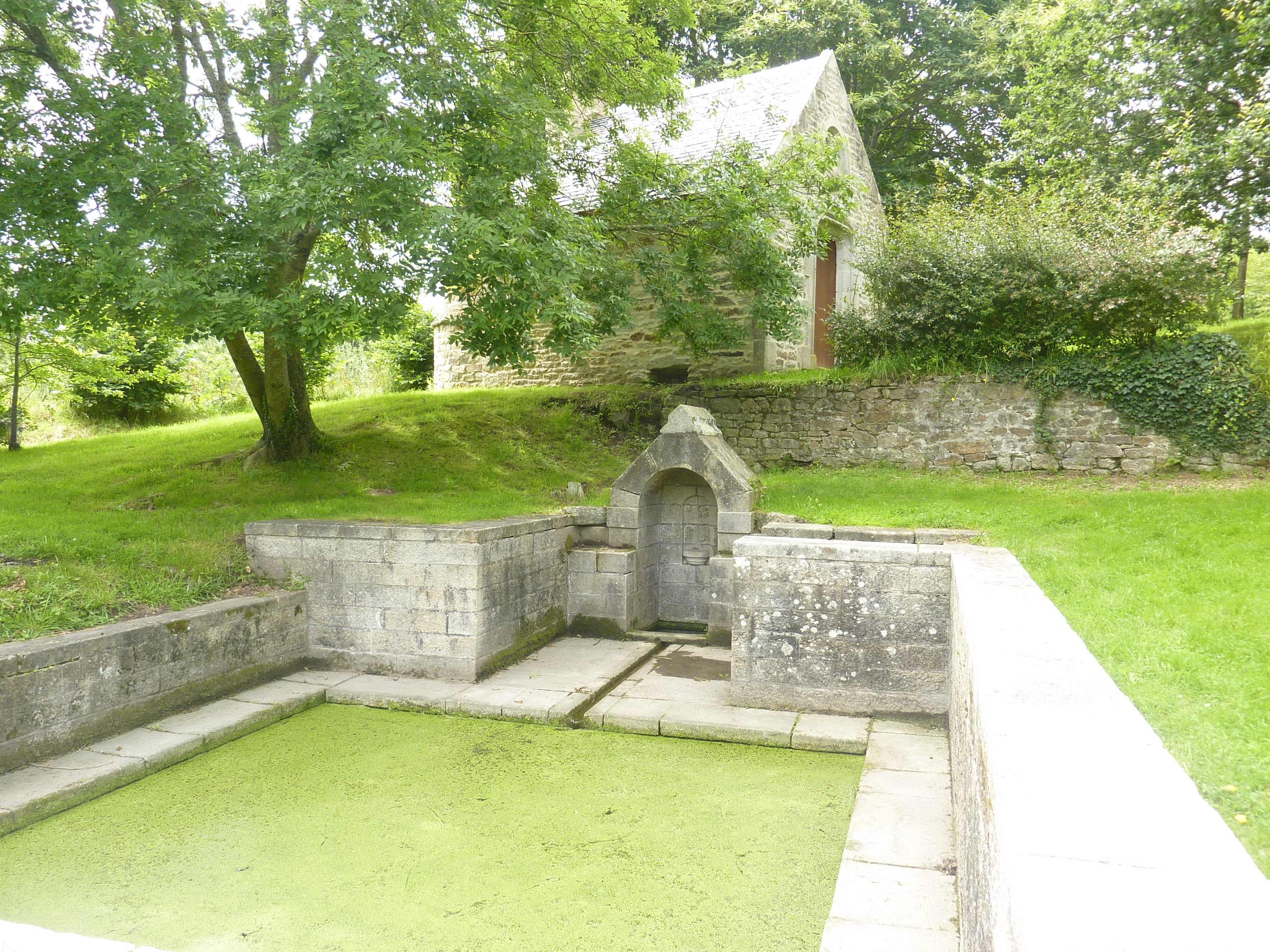
La fontaine et le four à pain

- le manoir de Bodivit (en Plomelin)
- le château de Penfrat[52] (en Gouesnach) date principalement de la 2e moitié du XIXe siècle (1859) (mais des agrandissements successifs datent de 1895 (aile gauche) et 1936 (aile droite); il est de style néo-Louis XIII ; il fut initialement construit comme relais de chasse pour la famille de Cambourg par Joseph Bigot.
- le château de Boutiguéry (en Gouesnach) domine les "Vire-courts" de l'Odet ; son parc à l'anglaise de plus de 20 ha possède plus de 30 000 rhododendrons et azalées à la floraison printanière spectaculaire. Sa visite est autorisée pendant le printemps[53].
- le château de Lanhuron (en Gouesnach) dont le parc est classé par les Monuments historiques (Référence base Mérimée : IA29000345)
- le château de Kergoz (date du XVIe siècle)
- le château néogothique de Kerambleiz (transformé en hôtel)
- le Manoir de Keribinik, appelé aussi le Château rose (en raison la couleur de ses murs), à Sainte-Marine, date du XIXe siècle. Émile Zola et son épouse y séjournèrent en 1883.

## Tourisme
La compagnie "Les Vedettes de l'Odet" assurent au départ de Bénodet ou de Quimper des croisières sur la partie maritime de l'Odet, permettant de voir les belles demeures et les paysages de cette vallée, ainsi qu'en direction des Îles Glénan.